# Liste des élèves de la Royal Academy of Dramatic Art
Cette liste comprend une partie des élèves diplômés de la Royal Academy of Dramatic Art, école basée à Londres.

## Liste
| Élève                          | Date de diplôme | Diplôme                                                         | Pays de nationalité        | Image                                      |  |
| ------------------------------ | --------------- | --------------------------------------------------------------- | -------------------------- | ------------------------------------------ |  |
| Nicholas Aaron                 | 1999            | Acting (diplôme de la RADA)                                     | Royaume-Uni                |                                            |  |
| Polly Adams (en)               | 1958            | Acting (diplôme de la RADA)                                     | Royaume-Uni                |                                            |  |
| Trevor Adams (en)              | 1967            | Acting (diplôme de la RADA)                                     | Royaume-Uni                |                                            |  |
| Dawn Addams                    | 1949            | Acting (diplôme de la RADA)                                     | Royaume-Uni                |                                            |  |
| Robert Addie                   | 1981            | Acting (diplôme de la RADA)                                     | Royaume-Uni                |                                            |  |
| Mark Addy                      | 1984            | Acting (diplôme de la RADA)                                     | Royaume-Uni                |                                            |  |
| Kay Adshead                    | 1975            | Acting (diplôme de la RADA)                                     | Royaume-Uni                |                                            |  |
| Amber Agar (en)                | 2002            | Bachelor of Arts in Acting                                      | Royaume-Uni                |                                            |  |
| John Vernon                    | 1955            | Acting (diplôme de la RADA)                                     | Canada                     |                                            |  |
| Anthony Ainley                 | 1964            | Acting (diplôme de la RADA)                                     | Royaume-Uni                |                                            |  |
| Yasmine Akram                  | 2007            | Bachelor of Arts in Acting                                      | Royaume-Uni                |                                            |  |
| Meggie Albanesi                | 1917            | Acting (diplôme de la RADA)                                     | Royaume-Uni                |                                            |  |
| John Alderton (en)             | 1961            | Acting (diplôme de la RADA)                                     | Royaume-Uni                |                                            |  |
| Robert Aldous (en)             | 1955            | Acting (diplôme de la RADA)                                     | Royaume-Uni                |                                            |  |
| Ebrahim Alkazi (en)            | 1950            | Acting (diplôme de la RADA)                                     | Inde                       |                                            |  |
| Adie Allen (en)                | 1987            | Acting (diplôme de la RADA)                                     | Royaume-Uni                |                                            |  |
| Joy Allen (en)                 | 1950            | Acting (diplôme de la RADA)                                     | Royaume-Uni                |                                            |  |
| Ronald Allen                   | 1953            | Acting (diplôme de la RADA)                                     | Royaume-Uni                |                                            |  |
| Sheila Allen (en)              | 1951            | Acting (diplôme de la RADA)                                     | Royaume-Uni                |                                            |  |
| Peter Amory (en)               | 1985            | Acting (diplôme de la RADA)                                     | Royaume-Uni                |                                            |  |
| Miles Anderson                 | 1969            | Acting (diplôme de la RADA)                                     | Royaume-Uni                |                                            |  |
| Bernard Archard                | 1938            | Acting (diplôme de la RADA)                                     | Royaume-Uni                |                                            |  |
| Jane Arden (en)                | 1946            | Acting (diplôme de la RADA)                                     | Royaume-Uni                |                                            |  |
| Philip Arditti (en)            | 2004            | Bachelor of Arts in Acting                                      | Royaume-Uni                |                                            |  |
| Jonas Armstrong                | 2003            | Bachelor of Arts in Acting                                      | Irlande                    |                                            |  |
| Linda Armstrong (en)           | 1995            | Acting (diplôme de la RADA)                                     | Royaume-Uni                |                                            |  |
| Alisa Arnah                    | 2005            | Bachelor of Arts in Acting                                      | Royaume-Uni                |                                            |  |
| John Arnatt (en)               | 1936            | Acting (diplôme de la RADA)                                     | Russie                     |                                            |  |
| Gemma Arterton                 | 2007            | Bachelor of Arts in Acting                                      | Royaume-Uni                |                                            |  |
| Hannah Arterton                | 2011            | Bachelor of Arts in Acting                                      | Royaume-Uni                |                                            |  |
| Nick Ashdon (d)                | 2006            | Bachelor of Arts in Acting                                      | Royaume-Uni                |                                            |  |
| Robert Atkins (en)             | 1906            | Acting (diplôme de la RADA)                                     | Royaume-Uni                |                                            |  |
| Richard Attenborough           | 1942            | Acting (diplôme de la RADA)                                     | Royaume-Uni                |                                            |  |
| Sheila Sim                     | 1942            | Acting (diplôme de la RADA)                                     | Royaume-Uni                |                                            |  |
| Liane Aukin (arz)              | 1956            | Acting (diplôme de la RADA)                                     | Royaume-Uni                |                                            |  |
| Philip Ayckbourn               | 1995            | Acting (diplôme de la RADA)                                     | Royaume-Uni                |                                            |  |
| Juliet Aykroyd                 | 1968            | Acting (diplôme de la RADA)                                     | Royaume-Uni                |                                            |  |
| Sarah Badel                    | 1961            | Acting (diplôme de la RADA)                                     | Royaume-Uni                |                                            |  |
| David Bailie                   | 1964            | Acting (diplôme de la RADA)                                     | Royaume-Uni                |                                            |  |
| Vincent Ball (en)              | 1951            | Acting (diplôme de la RADA)                                     | Australie                  |                                            |  |
| David Bamber                   | 1979            | Acting (diplôme de la RADA)                                     | Royaume-Uni                |                                            |  |
| Peter Barkworth (en)           | 1948            | Acting (diplôme de la RADA)                                     | Royaume-Uni                |                                            |  |
| Bruno Barnabe (en)             | 1927            | Acting (diplôme de la RADA)                                     | Royaume-Uni                |                                            |  |
| Diana Barrington (en)          | 1961            | Acting (diplôme de la RADA)                                     | Royaume-Uni                |                                            |  |
| John Barron (en)               | 1940            | Acting (diplôme de la RADA)                                     | Royaume-Uni                |                                            |  |
| George Bartenieff (en)         | 1953            | Acting (diplôme de la RADA)                                     | États-Unis                 |                                            |  |
| Ann Baskett (en)               | 1951            | Acting (diplôme de la RADA)                                     | Royaume-Uni                |                                            |  |
| Jennifer Bassey (en)           | 1963            | Acting (diplôme de la RADA)                                     | États-Unis                 |                                            |  |
| Alan Bates                     | 1954            | Acting (diplôme de la RADA)                                     | Royaume-Uni                |                                            |  |
| David Battley (en)             | 1959            | Acting (diplôme de la RADA)                                     | Royaume-Uni                |                                            |  |
| Keith Baxter (en)              | 1953            | Acting (diplôme de la RADA)                                     | Royaume-Uni                |                                            |  |
| Lynsey Baxter                  | 1985            | Acting (diplôme de la RADA)                                     | Royaume-Uni                |                                            |  |
| Trevor Baxter (en)             | 1951            | Acting (diplôme de la RADA)                                     | Royaume-Uni                |                                            |  |
| Terence Bayler                 | 1953            | Acting (diplôme de la RADA)                                     | Nouvelle-Zélande           |                                            |  |
| Ann Beach (en)                 | 1957            | Acting (diplôme de la RADA)                                     | Royaume-Uni                |                                            |  |
| Stephanie Beacham              | 1967            | Acting (diplôme de la RADA)                                     | Royaume-Uni                |                                            |  |
| Sean Bean                      | 1983            | Acting (diplôme de la RADA)                                     | Royaume-Uni                |                                            |  |
| Diane Beck                     | 1997            | Acting (diplôme de la RADA)                                     | Royaume-Uni                |                                            |  |
| Stephen Beckett (en)           | 1990            | Acting (diplôme de la RADA)                                     | Royaume-Uni                |                                            |  |
| Richard Beckinsale             | 1968            | Acting (diplôme de la RADA)                                     | Royaume-Uni                |                                            |  |
| Tony Beckley (en)              | 1952            | Acting (diplôme de la RADA)                                     | Royaume-Uni                |                                            |  |
| Brian Bedford                  | 1955            | Acting (diplôme de la RADA)                                     | Royaume-Uni                |                                            |  |
| Christopher Beeny (en)         | 1959            | Acting (diplôme de la RADA)                                     | Royaume-Uni                |                                            |  |
| Paudge Behan (en)              | 1990            | Acting (diplôme de la RADA)                                     | Irlande                    |                                            |  |
| Mary Hayley Bell               | 1933            | Acting (diplôme de la RADA)                                     | Royaume-Uni                |                                            |  |
| Derek Benfield (en)            | 1949            | Acting (diplôme de la RADA)                                     | Royaume-Uni                |                                            |  |
| Colin Bennett (en)             | 1973            | Acting (diplôme de la RADA)                                     | Royaume-Uni                |                                            |  |
| Edward Bennett (en)            | 2004            | Bachelor of Arts in Acting                                      | Royaume-Uni                |                                            |  |
| Hywel Bennett                  | 1964            | Acting (diplôme de la RADA)                                     | Royaume-Uni                |                                            |  |
| Jill Bennett                   | 1945            | Acting (diplôme de la RADA)                                     | Royaume-Uni                |                                            |  |
| Louise Bennett-Coverley        | 1946            | Acting (diplôme de la RADA)                                     | Jamaïque                   |                                            |  |
| Pippa Bennett-Warner (en)      | 2010            | Bachelor of Arts in Acting                                      | Royaume-Uni                |                                            |  |
| George Benson (en)             | 1930            | Acting (diplôme de la RADA)                                     | Royaume-Uni                |                                            |  |
| Mark Benton (en)               | 1990            | Acting (diplôme de la RADA)                                     | Royaume-Uni                |                                            |  |
| Michael Benz (en)              | 2007            | Bachelor of Arts in Acting                                      | Royaume-Uni / États-Unis   |                                            |  |
| Stephen Beresford (en)         | 1994            | Acting (diplôme de la RADA)                                     | Royaume-Uni                |                                            |  |
| Sia Berkeley (en)              | 2006            | Bachelor of Arts in Acting                                      | Royaume-Uni                |                                            |  |
| Eric Berry (en)                | 1933            | Acting (diplôme de la RADA)                                     | Royaume-Uni                |                                            |  |
| Eve Best                       | 1999            | Acting (diplôme de la RADA)                                     | Royaume-Uni                |                                            |  |
| Kirsty Besterman (en)          | 2002            | Bachelor of Arts in Acting                                      | Royaume-Uni                |                                            |  |
| Val Bettin                     | 1951            | Acting (diplôme de la RADA)                                     | États-Unis                 |                                            |  |
| Rodney Bewes (en)              | 1956            | Acting (diplôme de la RADA)                                     | Royaume-Uni                |                                            |  |
| Christopher H. Bidmead         | 1962            | Acting (diplôme de la RADA)                                     | Royaume-Uni                |                                            |  |
| Isabel Bigley (en)             | 1948            | Acting (diplôme de la RADA)                                     | États-Unis                 |                                            |  |
| Theodore Bikel                 | 1948            | Acting (diplôme de la RADA)                                     | États-Unis Autriche        |                                            |  |
| Leo Bill                       | 2001            | Acting (diplôme de la RADA)                                     | Royaume-Uni                |                                            |  |
| Pepper Binkley (en)            | 2004            | Bachelor of Arts in Acting                                      | États-Unis                 |                                            |  |
| Norman Bird                    | 1943            | Acting (diplôme de la RADA)                                     | Royaume-Uni                |                                            |  |
| Paul Darrow                    | 1962            | Acting (diplôme de la RADA)                                     | Royaume-Uni                |                                            |  |
| Nora Francisca Blackburne (en) | 1936            | Acting (diplôme de la RADA)                                     | Royaume-Uni                |                                            |  |
| Adam Blackwood (en)            | 1981            | Acting (diplôme de la RADA)                                     | Royaume-Uni                |                                            |  |
| Isla Blair                     | 1963            | Acting (diplôme de la RADA)                                     | Royaume-Uni                |                                            |  |
| Michael Blakemore (en)         | 1952            | Acting (diplôme de la RADA)                                     | Australie                  |                                            |  |
| Caroline Blakiston             | 1957            | Acting (diplôme de la RADA)                                     | Royaume-Uni                |                                            |  |
| Joyce Bland (en)               | 1927            | Acting (diplôme de la RADA)                                     | Royaume-Uni                |                                            |  |
| Jan Blomberg (sv)              | 1958            | Acting (diplôme de la RADA)                                     | Suède                      |                                            |  |
| Peter Blythe (en)              | 1958            | Acting (diplôme de la RADA)                                     | Royaume-Uni                |                                            |  |
| Ross Boatman (en)              | 1986            | Acting (diplôme de la RADA)                                     | Royaume-Uni                |                                            |  |
| Ken Bones                      | 1973            | Acting (diplôme de la RADA)                                     | Royaume-Uni                |                                            |  |
| Oliver Boot (en)               | 2001            | Acting (diplôme de la RADA)                                     | Royaume-Uni                |                                            |  |
| James Booth                    | 1956            | Acting (diplôme de la RADA)                                     | Royaume-Uni                |                                            |  |
| Annika Boras (en)              | 2005            | Bachelor of Arts in Acting                                      | États-Unis                 |                                            |  |
| Bruce Bould (en)               | 1969            | Acting (diplôme de la RADA)                                     | Royaume-Uni                |                                            |  |
| Peter Bowles                   | 1956            | Acting (diplôme de la RADA)                                     | Royaume-Uni                |                                            |  |
| David Bradley                  | 1968            | Acting (diplôme de la RADA)                                     | Royaume-Uni                |                                            |  |
| Booker Bradshaw (en)           | 1964            | Acting (diplôme de la RADA)                                     | États-Unis                 |                                            |  |
| Hilda Braid                    | 1948            | Acting (diplôme de la RADA)                                     | Royaume-Uni                |                                            |  |
| Gina Bramhill (en)             | 2009            | Bachelor of Arts in Acting                                      | Royaume-Uni                |                                            |  |
| Kenneth Branagh                | 1981            | Acting (diplôme de la RADA)                                     | Royaume-Uni                |                                            |  |
| Bernard Bresslaw               | 1953            | Acting (diplôme de la RADA)                                     | Royaume-Uni                |                                            |  |
| Alan Bridges                   | 1948            | Acting (diplôme de la RADA)                                     | Royaume-Uni                |                                            |  |
| Anita Briem                    | 2004            | Bachelor of Arts in Acting                                      | Islande                    |                                            |  |
| Richard Briers                 | 1956            | Acting (diplôme de la RADA)                                     | Royaume-Uni                |                                            |  |
| Francine Brody (en)            | 1983            | Acting (diplôme de la RADA)                                     | Royaume-Uni                |                                            |  |
| Faith Brook                    | 1942            | Acting (diplôme de la RADA)                                     | Royaume-Uni                |                                            |  |
| Sian Brooke                    | 2002            | Bachelor of Arts in Acting                                      | Royaume-Uni                |                                            |  |
| Jacqueline Brookes             | 1953            | Acting (diplôme de la RADA)                                     | États-Unis                 |                                            |  |
| Arthur Brough (en)             | 1928            | Acting (diplôme de la RADA)                                     | Royaume-Uni                |                                            |  |
| Pamela Brown                   | 1936            | Acting (diplôme de la RADA)                                     | Royaume-Uni                |                                            |  |
| Angela Browne (en)             | 1955            | Acting (diplôme de la RADA)                                     | Royaume-Uni                |                                            |  |
| Dugald Bruce Lockhart (en)     | 1994            | Acting (diplôme de la RADA)                                     | Fidji                      |                                            |  |
| Joshua Bryant (en)             | 1964            | Acting (diplôme de la RADA)                                     | États-Unis                 |                                            |  |
| Andrew Buchan                  | 2005            | Bachelor of Arts in Acting                                      | Royaume-Uni                |                                            |  |
| Jessie Buckley                 | 2013            | Bachelor of Arts in Acting                                      | Irlande                    |                                            |  |
| Kate Buffery (en)              | 1979            | Acting (diplôme de la RADA)                                     | Royaume-Uni                |                                            |  |
| Suzanne Burden (en)            | 1979            | Acting (diplôme de la RADA)                                     | Royaume-Uni                |                                            |  |
| John Burgess (en)              | 1954            | Acting (diplôme de la RADA)                                     | Royaume-Uni                |                                            |  |
| Alfred Burke                   | 1939            | Acting (diplôme de la RADA)                                     | Royaume-Uni                |                                            |  |
| David Burke                    | 1960            | Acting (diplôme de la RADA)                                     | Royaume-Uni                |                                            |  |
| Tom Burke                      | 2002            | Bachelor of Arts in Acting                                      | Royaume-Uni                |                                            |  |
| Edward Burnham                 | 1938            | Acting (diplôme de la RADA)                                     | Royaume-Uni                |                                            |  |
| Lorraine Burroughs             | 2003            | Bachelor of Arts in Acting                                      | Royaume-Uni                |                                            |  |
| Kezia Burrows (en)             | 2004            | Bachelor of Arts in Acting                                      | Royaume-Uni                |                                            |  |
| David Burt                     | 1973            | Acting (diplôme de la RADA)                                     | Royaume-Uni                |                                            |  |
| Donald Burton (en)             | 1958            | Acting (diplôme de la RADA)                                     | Royaume-Uni                |                                            |  |
| Anthony Bushell                | 1926            | Acting (diplôme de la RADA)                                     | Royaume-Uni                |                                            |  |
| David Butler (en)              | 1953            | Acting (diplôme de la RADA)                                     | Royaume-Uni                |                                            |  |
| Xenia Kalogeropoulou (en)      | 1956            | Acting (diplôme de la RADA)                                     | Grèce                      |                                            |  |
| Jennifer Calvert (en)          | 1985            | Acting (diplôme de la RADA)                                     | Canada                     |                                            |  |
| Adam Campbell                  | 2004            | Bachelor of Arts in Acting                                      | Royaume-Uni                |                                            |  |
| Ken Campbell (en)              | 1961            | Acting (diplôme de la RADA)                                     | Royaume-Uni                |                                            |  |
| David Cann                     | 1973            | Acting (diplôme de la RADA)                                     | Royaume-Uni                |                                            |  |
| John Carlisle (en)             | 1958            | Acting (diplôme de la RADA)                                     | Royaume-Uni                |                                            |  |
| Michael Carter (en)            | 1969            | Acting (diplôme de la RADA)                                     | Royaume-Uni                |                                            |  |
| Pip Carter (en)                | 2006            | Bachelor of Arts in Acting                                      | Royaume-Uni                |                                            |  |
| Peter Cartwright (en)          | 1961            | Acting (diplôme de la RADA)                                     | Royaume-Uni                |                                            |  |
| Bertie Carvel                  | 2003            | Bachelor of Arts in Acting                                      | Royaume-Uni                |                                            |  |
| John Castle                    | 1964            | Acting (diplôme de la RADA)                                     | Royaume-Uni                |                                            |  |
| John Cater (en)                | 1953            | Acting (diplôme de la RADA)                                     | Royaume-Uni                |                                            |  |
| Katy Cavanagh (en)             | 1995            | Acting (diplôme de la RADA)                                     | Royaume-Uni                |                                            |  |
| Antoinette Cellier (en)        | 1933            | Acting (diplôme de la RADA)                                     | Royaume-Uni                |                                            |  |
| Lolita Chakrabarti             | 1990            | Acting (diplôme de la RADA)                                     | Royaume-Uni                |                                            |  |
| John Chandos (en),             | 1938 1939       | Acting (diplôme de la RADA)                                     | Royaume-Uni                |                                            |  |
| Oona Castilla Chaplin          | 2007            | Bachelor of Arts in Acting                                      | Espagne                    |                                            |  |
| John Chapman                   | 1950            | Acting (diplôme de la RADA)                                     | Royaume-Uni                |                                            |  |
| Paul Chapman (en)              | 1959            | Acting (diplôme de la RADA)                                     | Royaume-Uni                |                                            |  |
| Jan Chappell (en)              | 1964            | Acting (diplôme de la RADA)                                     | Royaume-Uni                |                                            |  |
| Stephan Chase (en)             | 1967            | Acting (diplôme de la RADA)                                     | Royaume-Uni                |                                            |  |
| Heather Chasen (en)            | 1944            | Acting (diplôme de la RADA)                                     | Royaume-Uni                |                                            |  |
| Tsai Chin                      | 1956            | Acting (diplôme de la RADA)                                     | Chine                      |                                            |  |
| Dennis Chinnery (en)           | 1949            | Acting (diplôme de la RADA)                                     | Royaume-Uni                |                                            |  |
| Erik Chitty (en)               | 1933            | Acting (diplôme de la RADA)                                     | Royaume-Uni                |                                            |  |
| Chipo Chung                    | 2003            | Bachelor of Arts in Acting                                      | Zimbabwe                   |                                            |  |
| Diana Churchill                | 1932            | Acting (diplôme de la RADA)                                     | Royaume-Uni                |                                            |  |
| Diane Cilento                  | 1952            | Acting (diplôme de la RADA)                                     | Australie                  |                                            |  |
| Diane Clare (en)               | 1955            | Acting (diplôme de la RADA)                                     | Royaume-Uni                |                                            |  |
| Susan Clark                    | 1962            | Acting (diplôme de la RADA)                                     | Canada                     |                                            |  |
| Nicholas Clay                  | 1968            | Acting (diplôme de la RADA)                                     | Royaume-Uni                |                                            |  |
| Charlie Clements (en)          | 2014            | Master of Arts Theatre Lab                                      | Royaume-Uni                |                                            |  |
| Carol Cleveland                | 1963            | Acting (diplôme de la RADA)                                     | Royaume-Uni                |                                            |  |
| Peter Coke (en)                | 1935            | Acting (diplôme de la RADA)                                     | Royaume-Uni                |                                            |  |
| Richard Coleman (en)           | 1953            | Acting (diplôme de la RADA)                                     | Royaume-Uni                |                                            |  |
| Charles Collingwood (en)       | 1965            | Acting (diplôme de la RADA)                                     | Royaume-Uni                |                                            |  |
| Joan Collins                   | 1951            | Acting (diplôme de la RADA)                                     | Royaume-Uni                |                                            |  |
| John D. Collins (en)           | 1963            | Acting (diplôme de la RADA)                                     | Royaume-Uni                |                                            |  |
| Christopher Colquhoun (en)     | 1992            | Acting (diplôme de la RADA)                                     | Royaume-Uni                |                                            |  |
| Jarlath Conroy (en)            | 1971            | Acting (diplôme de la RADA)                                     | Irlande                    |                                            |  |
| David Cook (en)                | 1961            | Acting (diplôme de la RADA)                                     | Royaume-Uni                |                                            |  |
| Georgina Cookson (en)          | 1938            | Acting (diplôme de la RADA)                                     | Royaume-Uni                |                                            |  |
| Stuart Cooper                  | 1963            | Acting (diplôme de la RADA)                                     | États-Unis                 |                                            |  |
| Lu Corfield (en)               | 2003            | Bachelor of Arts in Acting                                      | Royaume-Uni                |                                            |  |
| James Cossins (en)             | 1951            | Acting (diplôme de la RADA)                                     | Royaume-Uni                |                                            |  |
| Nicolas Coster                 | 1951            | Acting (diplôme de la RADA)                                     | Royaume-Uni                |                                            |  |
| Matthew Cottle (en)            | 1990            | Acting (diplôme de la RADA)                                     | Royaume-Uni                |                                            |  |
| Tom Courtenay                  | 1960            | Acting (diplôme de la RADA)                                     | Royaume-Uni                |                                            |  |
| Elliot Cowan                   | 2001            | Acting (diplôme de la RADA)                                     | Royaume-Uni                |                                            |  |
| Brenda Cowling (en)            | 1949            | Acting (diplôme de la RADA)                                     | Royaume-Uni                |                                            |  |
| Jonny Coyne                    | 1983            | Acting (diplôme de la RADA)                                     | Royaume-Uni                |                                            |  |
| Lauren Crace (en)              | 2008            | Bachelor of Arts in Acting                                      | Royaume-Uni                |                                            |  |
| Kenneth Cranham                | 1966            | Acting (diplôme de la RADA)                                     | Royaume-Uni                |                                            |  |
| Lorcan Cranitch (en)           | 1982            | Acting (diplôme de la RADA)                                     | Irlande                    |                                            |  |
| Anthony Creighton              | 1948            | Acting (diplôme de la RADA)                                     | Royaume-Uni                |                                            |  |
| Don Crosby (en)                | 1949            | Acting (diplôme de la RADA)                                     | Australie                  |                                            |  |
| Ben Cross                      | 1972            | Acting (diplôme de la RADA)                                     | Royaume-Uni                |                                            |  |
| Ian Cullen (en)                | 1958            | Acting (diplôme de la RADA)                                     | Royaume-Uni                |                                            |  |
| Roland Culver                  | 1926            | Acting (diplôme de la RADA)                                     | Royaume-Uni                |                                            |  |
| David Cunliffe (en)            | 1953            | Acting (diplôme de la RADA)                                     | Royaume-Uni                |                                            |  |
| Patricia Cutts                 | 1943            | Acting (diplôme de la RADA)                                     | Royaume-Uni                |                                            |  |
| Josie d'Arby (en)              | 1995            | Acting (diplôme de la RADA)                                     | Royaume-Uni                |                                            |  |
| Billy Dainty (en)              | 1945            | Acting (diplôme de la RADA)                                     | Royaume-Uni                |                                            |  |
| Audrey Dalton                  | 1952            | Acting (diplôme de la RADA)                                     | États-Unis                 |                                            |  |
| Timothy Dalton                 | 1966            | Acting (diplôme de la RADA)                                     | Royaume-Uni                |                                            |  |
| Leora Dana                     | 1948            | Acting (diplôme de la RADA)                                     | États-Unis                 |                                            |  |
| Paul Daneman                   | 1949            | Acting (diplôme de la RADA)                                     | Royaume-Uni                |                                            |  |
| Arthur Darvill                 | 2006            | Bachelor of Arts in Acting                                      | Royaume-Uni                |                                            |  |
| Deddie Davies (en)             | 1958            | Acting (diplôme de la RADA)                                     | Royaume-Uni                |                                            |  |
| Lynette Davies (en)            | 1969            | Acting (diplôme de la RADA)                                     | Royaume-Uni                |                                            |  |
| Petra Davies (en)              | 1949            | Acting (diplôme de la RADA)                                     | Royaume-Uni                |                                            |  |
| Stephen Davies                 | 1975            | Acting (diplôme de la RADA)                                     | États-Unis                 |                                            |  |
| David Dawson                   | 2005            | Bachelor of Arts in Acting                                      | Royaume-Uni                |                                            |  |
| Jamie de Courcey (en)          | 1998            | Acting (diplôme de la RADA)                                     | Royaume-Uni                |                                            |  |
| Antonia de Sancha (en)         | 1989            | Acting (diplôme de la RADA)                                     | Royaume-Uni                |                                            |  |
| Edward de Souza                | 1957            | Acting (diplôme de la RADA)                                     | Royaume-Uni                |                                            |  |
| Mark Denham (en)               | 1997            | Acting (diplôme de la RADA)                                     | Royaume-Uni                |                                            |  |
| Elisabeth Dermot Walsh         | 1997            | Acting (diplôme de la RADA)                                     | Royaume-Uni                |                                            |  |
| Pauline Devaney (en)           | 1964            | Acting (diplôme de la RADA)                                     | Royaume-Uni                |                                            |  |
| George Dewhurst (en)           | 1909            | Acting (diplôme de la RADA)                                     | Royaume-Uni                |                                            |  |
| Mark Dexter (en)               | 1995            | Acting (diplôme de la RADA)                                     | Royaume-Uni                |                                            |  |
| Peter Diamond (en)             | 1951            | Acting (diplôme de la RADA)                                     | Royaume-Uni                |                                            |  |
| Richard Digby Day (en)         | 1963            | Specialist Technical Certificate in Theatre Directing           | Royaume-Uni                |                                            |  |
| Frank Dillane                  | 2013            | Bachelor of Arts in Acting                                      | Royaume-Uni                |                                            |  |
| Lisa Dillon (en)               | 2002            | Bachelor of Arts in Acting                                      | Royaume-Uni                |                                            |  |
| Adele Dixon (en)               | 1926            | Acting (diplôme de la RADA)                                     | Royaume-Uni                |                                            |  |
| Joe Dixon (en)                 | 1987            | Acting (diplôme de la RADA)                                     | Royaume-Uni                |                                            |  |
| Richard Dormer                 | 1991            | Acting (diplôme de la RADA)                                     | Royaume-Uni                |                                            |  |
| Roy Dotrice                    | 1947            | Acting (diplôme de la RADA)                                     | Royaume-Uni                |                                            |  |
| Donald Douglas (en)            | 1959            | Acting (diplôme de la RADA)                                     | Royaume-Uni                |                                            |  |
| Shirley Douglas                | 1954            | Acting (diplôme de la RADA)                                     | Canada                     |                                            |  |
| Fabia Drake (en)               | 1923            | Acting (diplôme de la RADA)                                     | Royaume-Uni                |                                            |  |
| Gabrielle Drake                | 1964            | Acting (diplôme de la RADA)                                     | Royaume-Uni                |                                            |  |
| Amanda Drew (en)               | 1992            | Acting (diplôme de la RADA)                                     | Royaume-Uni                |                                            |  |
| James Dreyfus                  | 1990            | Acting (diplôme de la RADA)                                     | Royaume-Uni                |                                            |  |
| Duncan Duff                    | 1987            | Acting (diplôme de la RADA)                                     | Royaume-Uni                |                                            |  |
| Joanna Dunham (en)             | 1958            | Acting (diplôme de la RADA)                                     | Royaume-Uni                |                                            |  |
| Nick Dunning                   | 1977            | Acting (diplôme de la RADA)                                     | Irlande                    |                                            |  |
| Noel Dyson (en)                | 1938            | Acting (diplôme de la RADA)                                     | Royaume-Uni                |                                            |  |
| Adetomiwa Edun (en)            | 2008            | Bachelor of Arts in Acting                                      | Nigeria                    |                                            |  |
| Alan Edwards (en)              | 1944            | Acting (diplôme de la RADA)                                     | Australie                  |                                            |  |
| Peter Egan                     | 1966            | Acting (diplôme de la RADA)                                     | Royaume-Uni                |                                            |  |
| Taron Egerton                  | 2012            | Bachelor of Arts in Acting                                      | Royaume-Uni                |                                            |  |
| Lisa Eichhorn                  | 1977            | Acting (diplôme de la RADA)                                     | États-Unis                 |                                            |  |
| Denholm Elliott                | 1942            | Acting (diplôme de la RADA)                                     | Royaume-Uni                |                                            |  |
| Harry Elton (en)               | 1953            | Acting (diplôme de la RADA)                                     | Canada                     |                                            |  |
| Rehaan Engineer (d)            | 2000            | Acting (diplôme de la RADA)                                     | Inde                       |                                            |  |
| Barry England                  | 1954            | Acting (diplôme de la RADA)                                     | Royaume-Uni                |                                            |  |
| Brian Epstein                  | 1957            | a quitté l'école avant le diplôme (Acting (diplôme de la RADA)) | Royaume-Uni                |                                            |  |
| Cynthia Erivo                  | 2010            | Bachelor of Arts in Acting                                      | Royaume-Uni                |                                            |  |
| Jill Esmond                    | 1926            | Acting (diplôme de la RADA)                                     | Royaume-Uni                |                                            |  |
| Clifford Evans (en)            | 1932            | Acting (diplôme de la RADA)                                     | Royaume-Uni                |                                            |  |
| Tenniel Evans (en)             | 1951            | Acting (diplôme de la RADA)                                     | Royaume-Uni                |                                            |  |
| Trevor Eve                     | 1973            | Acting (diplôme de la RADA)                                     | Royaume-Uni                |                                            |  |
| Barbara Ewing (en)             | 1965            | Acting (diplôme de la RADA)                                     | Nouvelle-Zélande           |                                            |  |
| Kehinde Fadipe (it)            | 2009            | Bachelor of Arts in Acting                                      | Nigeria                    |                                            |  |
| O. T. Fagbenle                 | 2001            | Acting (diplôme de la RADA)                                     | Royaume-Uni                |                                            |  |
| David Fahm (en)                | 1995            | Acting (diplôme de la RADA)                                     | Royaume-Uni                |                                            |  |
| Christopher Fairbank           | 1974            | Acting (diplôme de la RADA)                                     | Royaume-Uni                |                                            |  |
| Violet Farebrother (en)        | 1908            | Acting (diplôme de la RADA)                                     | Royaume-Uni                |                                            |  |
| Moris Farhi (en)               | 1956            | Acting (diplôme de la RADA)                                     | Turquie                    |                                            |  |
| Suzanne Farrington (en)        | 1953            | Acting (diplôme de la RADA)                                     | Royaume-Uni                |                                            |  |
| Ralph Fiennes                  | 1985            | Acting (diplôme de la RADA)                                     | Royaume-Uni                |                                            |  |
| Frank Finlay                   | 1955            | Acting (diplôme de la RADA)                                     | Royaume-Uni                |                                            |  |
| Robert Douglas                 | 1928            | Acting (diplôme de la RADA)                                     | Royaume-Uni                |                                            |  |
| Albert Finney                  | 1956            | Acting (diplôme de la RADA)                                     | Royaume-Uni                |                                            |  |
| Walter Fitzgerald              | 1923            | Acting (diplôme de la RADA)                                     | Royaume-Uni                |                                            |  |
| Ian Fitzgibbon (en)            | 1987            | Acting (diplôme de la RADA)                                     | Irlande                    |                                            |  |
| Susan Fleetwood                | 1964            | Acting (diplôme de la RADA)                                     | Royaume-Uni                |                                            |  |
| Diane Fletcher (en)            | 1966            | Acting (diplôme de la RADA)                                     | Royaume-Uni                |                                            |  |
| June Flewett (en)              | 1947            | Acting (diplôme de la RADA)                                     | Royaume-Uni                |                                            |  |
| Theodore J. Flicker (en)       | 1952            | Acting (diplôme de la RADA)                                     | États-Unis                 |                                            |  |
| Daniel Flynn (en)              | 1982            | Acting (diplôme de la RADA)                                     | Royaume-Uni                |                                            |  |
| Eric Flynn (en)                | 1959            | Acting (diplôme de la RADA)                                     | Royaume-Uni                |                                            |  |
| Bryan Forbes                   | 1944            | Acting (diplôme de la RADA)                                     | Royaume-Uni                |                                            |  |
| John Forgeham (en)             | 1963            | Acting (diplôme de la RADA)                                     | Royaume-Uni                |                                            |  |
| Derek Fowlds (en)              | 1960            | Acting (diplôme de la RADA)                                     | Royaume-Uni                |                                            |  |
| Edward Fox                     | 1959            | Acting (diplôme de la RADA)                                     | Royaume-Uni                |                                            |  |
| Laurence Fox                   | 2001            | Acting (diplôme de la RADA)                                     | Royaume-Uni                |                                            |  |
| Phoebe Fox                     | 2010            | Bachelor of Arts in Acting                                      | Royaume-Uni                |                                            |  |
| Richard Franklin               | 1965            | Acting (diplôme de la RADA)                                     | Royaume-Uni                |                                            |  |
| John Franklyn-Robbins (en)     | 1949            | Acting (diplôme de la RADA)                                     | Royaume-Uni                |                                            |  |
| Helen Fraser (en)              | 1960            | Acting (diplôme de la RADA)                                     | Royaume-Uni                |                                            |  |
| Ronald Fraser                  | 1953            | Acting (diplôme de la RADA)                                     | Royaume-Uni                |                                            |  |
| Naomi Frederick (en)           | 2001            | Acting (diplôme de la RADA)                                     | Royaume-Uni                |                                            |  |
| Jonathan Frid                  | 1949            | Acting (diplôme de la RADA)                                     | Canada                     |                                            |  |
| Peter Froggatt (en)            | 1953            | Acting (diplôme de la RADA)                                     | Royaume-Uni                |                                            |  |
| Joel Fry                       | 2005            | Bachelor of Arts in Acting                                      | Royaume-Uni                |                                            |  |
| Craig Gallivan (en)            | 2005            | Bachelor of Arts in Acting                                      | Royaume-Uni                |                                            |  |
| Reginald Gardiner              | 1924            | Acting (diplôme de la RADA)                                     | Royaume-Uni                |                                            |  |
| Patricia Garwood (en)          | 1959            | Acting (diplôme de la RADA)                                     | Royaume-Uni                |                                            |  |
| Valerie Gaunt (en)             | 1951            | Acting (diplôme de la RADA)                                     | Royaume-Uni                |                                            |  |
| Talitha Getty                  | 1960            | Acting (diplôme de la RADA)                                     | Pays-Bas                   |                                            |  |
| John Gielgud                   | 1925            | Acting (diplôme de la RADA)                                     | Royaume-Uni                |                                            |  |
| Adam Gillen (en)               | 2007            | Bachelor of Arts in Acting                                      | Royaume-Uni                |                                            |  |
| Robert Gillespie (en)          | 1953            | Acting (diplôme de la RADA)                                     | Royaume-Uni                |                                            |  |
| Aden Gillett                   | 1984            | Acting (diplôme de la RADA)                                     | Royaume-Uni                |                                            |  |
| Sheila Gish                    | 1962            | Acting (diplôme de la RADA)                                     | Royaume-Uni                |                                            |  |
| Calum Gittins (de)             | 2009            | Bachelor of Arts in Acting                                      | Nouvelle-Zélande           |                                            |  |
| Gerard Glaister (en)           | 1936            | Acting (diplôme de la RADA)                                     | Royaume-Uni                |                                            |  |
| Iain Glen                      | 1985            | Acting (diplôme de la RADA)                                     | Royaume-Uni                |                                            |  |
| Julian Glover                  | 1954            | Acting (diplôme de la RADA)                                     | Royaume-Uni                |                                            |  |
| John Golightly (en)            | 1964            | Acting (diplôme de la RADA)                                     | Royaume-Uni                |                                            |  |
| Henry Goodman                  | 1971            | Acting (diplôme de la RADA)                                     | Royaume-Uni                |                                            |  |
| Ilan Goodman (en)              | 2007            | Bachelor of Arts in Acting                                      | Royaume-Uni                |                                            |  |
| Harold Goodwin                 | 1947            | Acting (diplôme de la RADA)                                     | Royaume-Uni                |                                            |  |
| Bob Goody (en)                 | 1975            | Acting (diplôme de la RADA)                                     | Royaume-Uni                |                                            |  |
| Noele Gordon (en)              | 1936            | Acting (diplôme de la RADA)                                     | Royaume-Uni                |                                            |  |
| Serena Gordon                  | 1985            | Acting (diplôme de la RADA)                                     | Royaume-Uni                |                                            |  |
| Denys Graham (en)              | 1951            | Acting (diplôme de la RADA)                                     | Royaume-Uni                |                                            |  |
| Trystan Gravelle               | 2003            | Bachelor of Arts in Acting                                      | Royaume-Uni                |                                            |  |
| Dolores Gray                   | 1947            | Acting (diplôme de la RADA)                                     | États-Unis                 |                                            |  |
| Elspet Gray,                   | 1947            | Acting (diplôme de la RADA)                                     | Royaume-Uni                |                                            |  |
| Garard Green                   | 1949            | Acting (diplôme de la RADA)                                     | Royaume-Uni                |                                            |  |
| Richard Greenblatt (en)        | 1974            | Acting (diplôme de la RADA)                                     | Canada                     |                                            |  |
| Joan Greenwood                 | 1938            | Acting (diplôme de la RADA)                                     | Royaume-Uni                |                                            |  |
| Stephen Greif (en)             | 1967            | Acting (diplôme de la RADA)                                     | Royaume-Uni                |                                            |  |
| Clinton Greyn (en)             | 1957            | Acting (diplôme de la RADA)                                     | Royaume-Uni                |                                            |  |
| Hugh Griffith                  | 1939            | Acting (diplôme de la RADA)                                     | Royaume-Uni                |                                            |  |
| James Grout                    | 1950            | Acting (diplôme de la RADA)                                     | Royaume-Uni                |                                            |  |
| Ioan Gruffudd                  | 1995            | Acting (diplôme de la RADA)                                     | Royaume-Uni                |                                            |  |
| Nicky Guadagni (en)            | 1974            | Acting (diplôme de la RADA)                                     | Canada                     |                                            |  |
| Pippa Guard                    | 1975            | Acting (diplôme de la RADA)                                     | Royaume-Uni                |                                            |  |
| Mark Hadfield (en)             | 1981            | Acting (diplôme de la RADA)                                     | Royaume-Uni                |                                            |  |
| Stephen Haggard                | 1933            | Acting (diplôme de la RADA)                                     | Royaume-Uni                |                                            |  |
| Amanda Hale (en)               | 2005            | Bachelor of Arts in Acting                                      | Royaume-Uni                |                                            |  |
| Georgina Hale                  | 1965            | Acting (diplôme de la RADA)                                     | Royaume-Uni                |                                            |  |
| John Hallam                    | 1964            | Acting (diplôme de la RADA)                                     | Royaume-Uni                |                                            |  |
| Peter Halliday (en)            | 1949            | Acting (diplôme de la RADA)                                     | Royaume-Uni                |                                            |  |
| David Halliwell (en)           | 1961            | Acting (diplôme de la RADA)                                     | Royaume-Uni                |                                            |  |
| Kenneth Halliwell (en)         | 1953            | Acting (diplôme de la RADA)                                     | Royaume-Uni                |                                            |  |
| Emma Hamilton                  | 2007            | Bachelor of Arts in Acting                                      | Australie                  |                                            |  |
| Kay Hammond                    | 1928            | Acting (diplôme de la RADA)                                     | Royaume-Uni                |                                            |  |
| Mona Hammond (en)              | 1964            | Acting (diplôme de la RADA)                                     | Jamaïque                   |                                            |  |
| Roger Hammond                  | 1963            | Acting (diplôme de la RADA)                                     | Royaume-Uni                |                                            |  |
| Sheila Hancock                 | 1952            | Acting (diplôme de la RADA)                                     | Royaume-Uni                |                                            |  |
| Terry Hands                    | 1964            | Acting (diplôme de la RADA)                                     | Royaume-Uni                |                                            |  |
| Bryony Hannah (en)             | 2008            | Bachelor of Arts in Acting                                      | Royaume-Uni                |                                            |  |
| Hermione Hannen (en)           | 1933            | Acting (diplôme de la RADA)                                     | Royaume-Uni                |                                            |  |
| Jerry Hardin                   | 1953            | Acting (diplôme de la RADA)                                     | États-Unis                 |                                            |  |
| Edward Hardwicke               | 1953            | Acting (diplôme de la RADA)                                     | Royaume-Uni                |                                            |  |
| David Harewood                 | 1987            | Acting (diplôme de la RADA)                                     | Royaume-Uni                |                                            |  |
| Christine Hargreaves (en)      | 1958            | Acting (diplôme de la RADA)                                     | Royaume-Uni                |                                            |  |
| Gerald Harper                  | 1951            | Acting (diplôme de la RADA)                                     | Royaume-Uni                |                                            |  |
| Rosemary Harris                | 1952            | Acting (diplôme de la RADA)                                     | Royaume-Uni                |                                            |  |
| Claudia Harrison (es)          | 2000            | Acting (diplôme de la RADA)                                     | Royaume-Uni                |                                            |  |
| Kathleen Harrison              | 1927            | Acting (diplôme de la RADA)                                     | Royaume-Uni                |                                            |  |
| Lisa Harrow (en)               | 1968            | Acting (diplôme de la RADA)                                     | Nouvelle-Zélande           |                                            |  |
| Vivien Leigh                   | 1934            | Acting (diplôme de la RADA)                                     | Royaume-Uni                |                                            |  |
| Laurence Harvey                | 1946            | Acting (diplôme de la RADA)                                     | Royaume-Uni Lituanie       |                                            |  |
| Ronald Harwood                 | 1953            | Acting (diplôme de la RADA)                                     | Afrique du Sud             |                                            |  |
| Victoria Harwood (en)          | 1990            | Acting (diplôme de la RADA)                                     | États-Unis                 |                                            |  |
| Nyasha Hatendi (en)            | 2004            | Bachelor of Arts in Acting                                      | États-Unis                 |                                            |  |
| Lee Haven-Jones (cy)           | 2000            | Acting (diplôme de la RADA)                                     | Royaume-Uni                |                                            |  |
| Sally Hawkins                  | 1998            | Acting (diplôme de la RADA)                                     | Royaume-Uni                |                                            |  |
| Daniel Hawksford (en)          | 2001            | Acting (diplôme de la RADA)                                     | Royaume-Uni                |                                            |  |
| Patricia Hayes                 | 1928            | Acting (diplôme de la RADA)                                     | Royaume-Uni                |                                            |  |
| James Hayter                   | 1926            | Acting (diplôme de la RADA)                                     | Royaume-Uni                |                                            |  |
| Sam Hazeldine                  | 1994            | A quitté l'école avant le diplôme (Acting (diplôme de la RADA)) | Royaume-Uni                |                                            |  |
| James Healey (en)              | 1977            | Acting (diplôme de la RADA)                                     | Australie                  |                                            |  |
| Rob Heanley (en)               | 2003            | Bachelor of Arts in Acting                                      | Royaume-Uni                |                                            |  |
| Annie Hemingway (en)           | 2007            | Bachelor of Arts in Acting                                      | Royaume-Uni                |                                            |  |
| Polly Hemingway                | 1970            | Acting (diplôme de la RADA)                                     | Royaume-Uni                |                                            |  |
| Lindy Hemming                  | 1970            | Stage Management (diplôme de la RADA)                           | Royaume-Uni                |                                            |  |
| Janet Henfrey                  | 1959            | Acting (diplôme de la RADA)                                     | Royaume-Uni                |                                            |  |
| Guy Henry                      | 1981            | Acting (diplôme de la RADA)                                     | Royaume-Uni                |                                            |  |
| Harry Hepple (en)              | 2006            | Bachelor of Arts in Acting                                      | Royaume-Uni                |                                            |  |
| Percy Herbert                  | 1950            | Acting (diplôme de la RADA)                                     | Royaume-Uni                |                                            |  |
| Donald Hewlett (en)            | 1947            | Acting (diplôme de la RADA)                                     | Royaume-Uni                |                                            |  |
| Sherrie Hewson (en)            | 1971            | Acting (diplôme de la RADA)                                     | Royaume-Uni                |                                            |  |
| Edward Hibbert                 | 1977            | Acting (diplôme de la RADA)                                     | États-Unis                 |                                            |  |
| Tom Hiddleston                 | 2005            | Bachelor of Arts in Acting                                      | Royaume-Uni                |                                            |  |
| Errol Hill (en)                | 1951            | Acting (diplôme de la RADA)                                     | Trinité-et-Tobago          |                                            |  |
| Jacqueline Hill                | 1951            | Acting (diplôme de la RADA)                                     | Royaume-Uni                |                                            |  |
| Melanie Hill                   | 1983            | Acting (diplôme de la RADA)                                     | Royaume-Uni                |                                            |  |
| James Hillier (en)             | 1998            | Acting (diplôme de la RADA)                                     | Royaume-Uni                |                                            |  |
| Ciarán Hinds                   | 1975            | Acting (diplôme de la RADA)                                     | Irlande                    |                                            |  |
| Geoffrey Hinsliff (en)         | 1960            | Acting (diplôme de la RADA)                                     | Royaume-Uni                |                                            |  |
| Patricia Hitchcock             | 1950            | Acting (diplôme de la RADA)                                     | Royaume-Uni                |                                            |  |
| Seline Hizli (en)              | 2010            | Bachelor of Arts in Acting                                      | Royaume-Uni                |                                            |  |
| Carleton Hobbs (en)            | 1924            | Acting (diplôme de la RADA)                                     | Royaume-Uni                |                                            |  |
| Martin Hocke (it)              | 1956            | Acting (diplôme de la RADA)                                     | Royaume-Uni                |                                            |  |
| Douglas Hodge                  | 1981            | Acting (diplôme de la RADA)                                     | Royaume-Uni                |                                            |  |
| Edward Hogg                    | 2002            | Bachelor of Arts in Acting                                      | Royaume-Uni                |                                            |  |
| John Hollingworth (en)         | 2008            | Bachelor of Arts in Acting                                      | Royaume-Uni                |                                            |  |
| Ian Holm                       | 1953            | Acting (diplôme de la RADA)                                     | Royaume-Uni                |                                            |  |
| Thelma Holt (en)               | 1952            | Acting (diplôme de la RADA)                                     | Royaume-Uni                |                                            |  |
| Ewan Hooper (en)               | 1957            | Acting (diplôme de la RADA)                                     | Royaume-Uni                |                                            |  |
| Anna Hope                      | 2001            | Acting (diplôme de la RADA)                                     | Royaume-Uni                |                                            |  |
| William Hope                   | 1977            | Acting (diplôme de la RADA)                                     | Canada                     |                                            |  |
| Anthony Hopkins                | 1963            | Acting (diplôme de la RADA)                                     | Royaume-Uni                |                                            |  |
| John Hopkins                   | 2000            | Acting (diplôme de la RADA)                                     | Royaume-Uni                |                                            |  |
| Lizzie Hopley (en)             | 1996            | Acting (diplôme de la RADA)                                     | Royaume-Uni                |                                            |  |
| Gerard Horan                   | 1983            | Acting (diplôme de la RADA)                                     | Royaume-Uni                |                                            |  |
| Jane Horrocks                  | 1985            | Acting (diplôme de la RADA)                                     | Royaume-Uni                |                                            |  |
| Basil Hoskins (en)             | 1949            | Acting (diplôme de la RADA)                                     | Royaume-Uni                |                                            |  |
| Joyce Howard                   | 1941            | Acting (diplôme de la RADA)                                     | Royaume-Uni                |                                            |  |
| Martha Howe-Douglas (en)       | 2003            | Bachelor of Arts in Acting                                      | Royaume-Uni                |                                            |  |
| Elizabeth Hubbard (en)         | 1957            | Acting (diplôme de la RADA)                                     | États-Unis                 |                                            |  |
| Kirsten Hughes (en)            | 1983            | Acting (diplôme de la RADA)                                     | Royaume-Uni                |                                            |  |
| Tom Hughes                     | 2008            | Bachelor of Arts in Acting                                      | Royaume-Uni                |                                            |  |
| Kathryn Hunter                 | 1981            | Acting (diplôme de la RADA)                                     | Royaume-Uni États-Unis     |                                            |  |
| Richard Hurndall               | 1929            | Acting (diplôme de la RADA)                                     | Royaume-Uni                |                                            |  |
| Veronica Hurst (en)            | 1950            | Acting (diplôme de la RADA)                                     | Royaume-Uni                |                                            |  |
| John Hurt                      | 1962            | Acting (diplôme de la RADA)                                     | Royaume-Uni                |                                            |  |
| Geoffrey Hutchings (en)        | 1963            | Acting (diplôme de la RADA)                                     | Royaume-Uni                |                                            |  |
| Jasmine Hyde (en)              | 2000            | Acting (diplôme de la RADA)                                     | Royaume-Uni                |                                            |  |
| Jonathan Hyde                  | 1972            | Acting (diplôme de la RADA)                                     | Royaume-Uni Australie      |                                            |  |
| Glenda Jackson                 | 1956            | Acting (diplôme de la RADA)                                     | Royaume-Uni                |                                            |  |
| Inigo Jackson (en)             | 1961            | Acting (diplôme de la RADA)                                     | Royaume-Uni                |                                            |  |
| Madhur Jaffrey                 | 1957            | Acting (diplôme de la RADA)                                     | Inde États-Unis            |                                            |  |
| Emrys James (en)               | 1954            | Acting (diplôme de la RADA)                                     | Royaume-Uni                |                                            |  |
| Lyn James (en)                 | 1949            | Acting (diplôme de la RADA)                                     | Australie                  |                                            |  |
| Polly James (en)               | 1964            | Acting (diplôme de la RADA)                                     | Royaume-Uni                |                                            |  |
| Louise Jameson                 | 1971            | Acting (diplôme de la RADA)                                     | Royaume-Uni                |                                            |  |
| Mette Janson (en)              | 1955            | Acting (diplôme de la RADA)                                     | Norvège                    |                                            |  |
| Frank Jarvis (en)              | 1961            | Acting (diplôme de la RADA)                                     | Royaume-Uni                |                                            |  |
| Martin Jarvis                  | 1962            | Acting (diplôme de la RADA)                                     | Royaume-Uni                |                                            |  |
| Thusitha Jayasundera (en)      | 1993            | Acting (diplôme de la RADA)                                     | Sri Lanka                  |                                            |  |
| Marianne Jean-Baptiste         | 1990            | Acting (diplôme de la RADA)                                     | Royaume-Uni                |                                            |  |
| Barbara Jefford                | 1949            | Acting (diplôme de la RADA)                                     | Royaume-Uni                |                                            |  |
| Dominic Jephcott (en)          | 1975            | Acting (diplôme de la RADA)                                     | Royaume-Uni                |                                            |  |
| Mervyn Johns                   | 1924            | Acting (diplôme de la RADA)                                     | Royaume-Uni                |                                            |  |
| Celia Johnson                  | 1929            | Acting (diplôme de la RADA)                                     | Royaume-Uni                |                                            |  |
| Richard Johnson                | 1944            | Acting (diplôme de la RADA)                                     | Royaume-Uni                |                                            |  |
| Margaret Johnston (en)         | 1937            | Acting (diplôme de la RADA)                                     | Australie                  |                                            |  |
| Gemma Jones                    | 1962            | Acting (diplôme de la RADA)                                     | Royaume-Uni                |                                            |  |
| Ken Jones (en)                 | 1959            | Acting (diplôme de la RADA)                                     | Royaume-Uni                |                                            |  |
| Maggie Jones (en)              | 1954            | Acting (diplôme de la RADA)                                     | Royaume-Uni                |                                            |  |
| Ursula Jones (d)               | 1959            | Acting (diplôme de la RADA)                                     | Royaume-Uni                |                                            |  |
| Yootha Joyce (en)              | 1946            | Acting (diplôme de la RADA)                                     | Royaume-Uni                |                                            |  |
| John Justin                    | 1939            | Acting (diplôme de la RADA)                                     | Royaume-Uni                |                                            |  |
| Miriam Karlin                  | 1946            | Acting (diplôme de la RADA)                                     | Royaume-Uni                |                                            |  |
| Charles Kay (en)               | 1957            | Acting (diplôme de la RADA)                                     | Royaume-Uni                |                                            |  |
| Geoffrey Keen                  | 1936            | Acting (diplôme de la RADA)                                     | Royaume-Uni                |                                            |  |
| Katherine Kelly                | 2001            | Acting (diplôme de la RADA)                                     | Royaume-Uni                |                                            |  |
| Gwyneth Keyworth (en)          | 2014            | Bachelor of Arts in Acting                                      | Royaume-Uni                |                                            |  |
| Alex Kingston                  | 1985            | Acting (diplôme de la RADA)                                     | Royaume-Uni                |                                            |  |
| Antonia Kinlay                 | 2008            | Bachelor of Arts in Acting                                      | Royaume-Uni                |                                            |  |
| Roy Kinnear                    | 1955            | Acting (diplôme de la RADA)                                     | Royaume-Uni                |                                            |  |
| Ian Kirkby (en)                | 1992            | Acting (diplôme de la RADA)                                     | Royaume-Uni                |                                            |  |
| Terence Knapp (en)             | 1954            | Acting (diplôme de la RADA)                                     | Royaume-Uni                |                                            |  |
| Patricia Kneale (en)           | 1947            | Acting (diplôme de la RADA)                                     | Royaume-Uni                |                                            |  |
| Estelle Kohler (en)            | 1965            | Acting (diplôme de la RADA)                                     | Royaume-Uni                |                                            |  |
| Wendy Kweh (en)                | 1999            | Acting (diplôme de la RADA)                                     | Singapour                  |                                            |  |
| Lynda La Plante                | 1962            | Acting (diplôme de la RADA)                                     | Royaume-Uni                |                                            |  |
| Alan Lake (en)                 | 1961            | Acting (diplôme de la RADA)                                     | Royaume-Uni                |                                            |  |
| Pascal Langdale                | 1996            | Acting (diplôme de la RADA)                                     | Royaume-Uni                |                                            |  |
| Alex Lanipekun (en)            | 2007            | A quitté l'école avant le diplôme (Bachelor of Arts in Acting)  | Royaume-Uni                |                                            |  |
| Jack Laskey (en)               | 2003            | Bachelor of Arts in Acting                                      | Royaume-Uni                |                                            |  |
| Michael Latimer (en)           | 1962            | Acting (diplôme de la RADA)                                     | Royaume-Uni                |                                            |  |
| Charles Laughton               | 1926            | Acting (diplôme de la RADA)                                     | Royaume-Uni                | photographie de plateau par Clarence Bull. |  |
| Leigh Lawson (en)              | 1969            | Acting (diplôme de la RADA)                                     | Royaume-Uni                |                                            |  |
| George Layton (en)             | 1962            | Acting (diplôme de la RADA)                                     | Royaume-Uni                |                                            |  |
| Nicholas Le Prevost (en)       | 1973            | Acting (diplôme de la RADA)                                     | Royaume-Uni                |                                            |  |
| Rosemary Leach                 | 1955            | Acting (diplôme de la RADA)                                     | Royaume-Uni                |                                            |  |
| Philip Leaver (de)             | 1924            | Acting (diplôme de la RADA)                                     | Royaume-Uni                |                                            |  |
| Martin Ledwith (en)            | 1996            | Acting (diplôme de la RADA)                                     | Royaume-Uni                |                                            |  |
| Belinda Lee                    | 1953            | Acting (diplôme de la RADA)                                     | Royaume-Uni                |                                            |  |
| John Leeson                    | 1964            | Acting (diplôme de la RADA)                                     | Royaume-Uni                |                                            |  |
| Beatrix Lehmann                | 1924            | Acting (diplôme de la RADA)                                     | Royaume-Uni                |                                            |  |
| Adele Leigh (en)               | 1946            | Acting (diplôme de la RADA)                                     | Royaume-Uni                |                                            |  |
| Mike Leigh                     | 1962            | Acting (diplôme de la RADA)                                     | Royaume-Uni                |                                            |  |
| Anton Lesser                   | 1977            | Acting (diplôme de la RADA)                                     | Royaume-Uni                |                                            |  |
| Adrian Lester                  | 1989            | Acting (diplôme de la RADA)                                     | Royaume-Uni                |                                            |  |
| Adam Levy (en)                 | 1994            | Acting (diplôme de la RADA)                                     | Royaume-Uni                |                                            |  |
| Lorna Lewis (en)               | 1962            | Acting (diplôme de la RADA)                                     | États-Unis                 |                                            |  |
| Andrew Lincoln                 | 1994            | Acting (diplôme de la RADA)                                     | Royaume-Uni                |                                            |  |
| Henry Lincoln                  | 1952            | Acting (diplôme de la RADA)                                     | Royaume-Uni                |                                            |  |
| Robert Lindsay                 | 1970            | Acting (diplôme de la RADA)                                     | Royaume-Uni                |                                            |  |
| Richard Lintern                | 1987            | Acting (diplôme de la RADA)                                     | Royaume-Uni                |                                            |  |
| Larry Linville                 | 1961            | Acting (diplôme de la RADA)                                     | États-Unis                 |                                            |  |
| Joan Littlewood                | 1933            | Acting (diplôme de la RADA)                                     | Royaume-Uni                |                                            |  |
| Desmond Llewelyn,              | 1937            | Acting (diplôme de la RADA)                                     | Royaume-Uni                |                                            |  |
| Bernard Lloyd (en)             | 1961            | Acting (diplôme de la RADA)                                     | Royaume-Uni                |                                            |  |
| Roger Lloyd Pack               | 1965            | Acting (diplôme de la RADA)                                     | Royaume-Uni                |                                            |  |
| Charles Lloyd Pack (en)        | 1925            | Acting (diplôme de la RADA)                                     | Royaume-Uni                |                                            |  |
| Philip Locke (en)              | 1950            | Acting (diplôme de la RADA)                                     | Royaume-Uni                |                                            |  |
| Margaret Lockwood              | 1934            | Acting (diplôme de la RADA)                                     | Royaume-Uni                |                                            |  |
| Herbert Lomas (en)             | 1908            | Acting (diplôme de la RADA)                                     | Royaume-Uni                |                                            |  |
| Helen Longworth (en)           | 2001            | Acting (diplôme de la RADA)                                     | Royaume-Uni                |                                            |  |
| Emma Lowndes (en)              | 2000            | Acting (diplôme de la RADA)                                     | Royaume-Uni                |                                            |  |
| Philip Lowrie (en)             | 1958            | Acting (diplôme de la RADA)                                     | Royaume-Uni                |                                            |  |
| Charlotte Lucas (en)           | 2001            | Acting (diplôme de la RADA)                                     | Royaume-Uni                |                                            |  |
| Ida Lupino                     | 1934            | Acting (diplôme de la RADA)                                     | Royaume-Uni États-Unis     |                                            |  |
| Richard Lupino                 | 1945            | Acting (diplôme de la RADA)                                     | États-Unis                 |                                            |  |
| Polly Maberly                  | 1998            | Acting (diplôme de la RADA)                                     | Royaume-Uni                |                                            |  |
| Matthew Macfadyen              | 1995            | Acting (diplôme de la RADA)                                     | Royaume-Uni                |                                            |  |
| Fulton Mackay (en)             | 1948            | Acting (diplôme de la RADA)                                     | Royaume-Uni                |                                            |  |
| John-Paul Macleod (cy)         | 2007            | Bachelor of Arts in Acting                                      | Royaume-Uni                |                                            |  |
| Edward MacLiam                 | 2001            | Acting (diplôme de la RADA)                                     | Irlande                    |                                            |  |
| Meredith MacNeill (en)         | 2001            | Acting (diplôme de la RADA)                                     | Canada                     |                                            |  |
| Victor Maddern                 | 1949            | Acting (diplôme de la RADA)                                     | Royaume-Uni                |                                            |  |
| Ashley Madekwe                 | 2005            | Bachelor of Arts in Acting                                      | Royaume-Uni                |                                            |  |
| Philip Madoc                   | 1959            | Acting (diplôme de la RADA)                                     | Royaume-Uni                |                                            |  |
| Mary Mallen (en)               | 2010            | Bachelor of Arts in Acting                                      | États-Unis                 |                                            |  |
| Clive Mantle (en)              | 1980            | Acting (diplôme de la RADA)                                     | Royaume-Uni                |                                            |  |
| Kate Maravan (en)              | 1993            | Acting (diplôme de la RADA)                                     | Royaume-Uni                |                                            |  |
| William Marlowe (en)           | 1959            | Acting (diplôme de la RADA)                                     | Royaume-Uni                |                                            |  |
| Robert Marsden (en)            | 1940            | Acting (diplôme de la RADA)                                     | Royaume-Uni                |                                            |  |
| Roy Marsden                    | 1961            | Acting (diplôme de la RADA)                                     | Royaume-Uni                |                                            |  |
| Bryan Marshall                 | 1963            | Acting (diplôme de la RADA)                                     | Australie                  |                                            |  |
| Qarie Marshall                 | 1997            | Acting (diplôme de la RADA)                                     | États-Unis                 |                                            |  |
| Nathaniel Martello-White       | 2006            | Bachelor of Arts in Acting                                      | Royaume-Uni                |                                            |  |
| Shereen Martineau (en)         | 2002            | Bachelor of Arts in Acting                                      | Irlande                    |                                            |  |
| Patrice Martinez               | 1984            | Acting (diplôme de la RADA)                                     | États-Unis                 |                                            |  |
| Mary Martlew (de)              | 1937            | Acting (diplôme de la RADA)                                     | Royaume-Uni Suisse         |                                            |  |
| Carmen Mathews                 | 1935            | Acting (diplôme de la RADA)                                     | États-Unis                 |                                            |  |
| Brian Matthew (en)             | 1950            | Acting (diplôme de la RADA)                                     | Royaume-Uni                |                                            |  |
| Sinéad Matthews (en)           | 2003            | Bachelor of Arts in Acting                                      | Royaume-Uni                |                                            |  |
| Michael Matus (en)             | 1989            | Acting (diplôme de la RADA)                                     | Royaume-Uni                |                                            |  |
| Sharon Maughan                 | 1971            | Acting (diplôme de la RADA)                                     | Royaume-Uni                |                                            |  |
| Toralv Maurstad (en)           | 1949            | Acting (diplôme de la RADA)                                     | Norvège                    |                                            |  |
| Lois Maxwell                   | 1945            | Acting (diplôme de la RADA)                                     | Canada                     |                                            |  |
| Anthony May (en)               | 1967            | Acting (diplôme de la RADA)                                     | Royaume-Uni                |                                            |  |
| Daniel Mays                    | 2000            | Acting (diplôme de la RADA)                                     | Royaume-Uni                |                                            |  |
| Gugu Mbatha-Raw                | 2004            | Bachelor of Arts in Acting                                      | Royaume-Uni                |                                            |  |
| Aidan McArdle                  | 1996            | Acting (diplôme de la RADA)                                     | Irlande                    |                                            |  |
| James McArdle (en)             | 2010            | Bachelor of Arts in Acting                                      | Royaume-Uni                |                                            |  |
| Richard McCabe                 | 1980            | Acting (diplôme de la RADA)                                     | Royaume-Uni                |                                            |  |
| John McCallum                  | 1938            | Acting (diplôme de la RADA)                                     | Australie                  |                                            |  |
| Alec McCowen                   | 1943            | Acting (diplôme de la RADA)                                     | Royaume-Uni                |                                            |  |
| Dawn McDaniel (en)             | 1994            | Acting (diplôme de la RADA)                                     | Royaume-Uni                |                                            |  |
| Michael McElhatton             | 1987            | Acting (diplôme de la RADA)                                     | Irlande                    |                                            |  |
| Steve McFadden (en)            | 1987            | Acting (diplôme de la RADA)                                     | Royaume-Uni                |                                            |  |
| Paul McGann                    | 1981            | Acting (diplôme de la RADA)                                     | Royaume-Uni                |                                            |  |
| Kitty McGeever (en)            | 1996            | Acting (diplôme de la RADA)                                     | Royaume-Uni                |                                            |  |
| Melinda McGraw                 | 1986            | Acting (diplôme de la RADA)                                     | États-Unis                 |                                            |  |
| Joshua McGuire                 | 2010            | Bachelor of Arts in Acting                                      | Royaume-Uni                |                                            |  |
| Christian McKay                | 2001            | Acting (diplôme de la RADA)                                     | Royaume-Uni                |                                            |  |
| Mairead McKinley (en)          | 1993            | Acting (diplôme de la RADA)                                     | Irlande                    |                                            |  |
| Tim McMullan                   | 1989            | Acting (diplôme de la RADA)                                     | Royaume-Uni                |                                            |  |
| Kevin McNally                  | 1975            | Acting (diplôme de la RADA)                                     | Royaume-Uni                |                                            |  |
| Ian McShane                    | 1962            | Acting (diplôme de la RADA)                                     | Royaume-Uni                |                                            |  |
| Janet McTeer                   | 1983            | Acting (diplôme de la RADA)                                     | Royaume-Uni                |                                            |  |
| Harry Meacher (en)             | 1967            | Acting (diplôme de la RADA)                                     | Royaume-Uni                |                                            |  |
| Jonathan Meades (en)           | 1969            | Acting (diplôme de la RADA)                                     | Royaume-Uni                |                                            |  |
| Beryl Measor (en)              | 1931            | Acting (diplôme de la RADA)                                     | Royaume-Uni                |                                            |  |
| Tobias Menzies                 | 1998            | Acting (diplôme de la RADA)                                     | Royaume-Uni                |                                            |  |
| Jane Merrow                    | 1960            | Acting (diplôme de la RADA)                                     | Royaume-Uni                |                                            |  |
| Sarah Miles                    | 1960            | Acting (diplôme de la RADA)                                     | Royaume-Uni                |                                            |  |
| Ruby Miller (en)               | 1908            | Acting (diplôme de la RADA)                                     | Royaume-Uni                |                                            |  |
| Warren Mitchell (en)           | 1949            | Acting (diplôme de la RADA)                                     | Royaume-Uni                |                                            |  |
| Donald Moffat                  | 1954            | Acting (diplôme de la RADA)                                     | États-Unis Royaume-Uni     |                                            |  |
| Zia Mohyeddin                  | 1954            | Acting (diplôme de la RADA)                                     | Pakistan                   |                                            |  |
| Gerard Monaco (en)             | 2002            | Acting (diplôme de la RADA)                                     | Bachelor of Arts in Acting | Royaume-Uni                                |  |
| Bruce Montague (en)            | 1956            | Acting (diplôme de la RADA)                                     |                            | Royaume-Uni                                |  |
| Tanya Moodie (en)              | 1993            | Acting (diplôme de la RADA)                                     |                            | Royaume-Uni                                |  |
| Roger Moore                    | 1945            | Acting (diplôme de la RADA)                                     |                            | Royaume-Uni                                |  |
| Tedde Moore (en)               | 1967            | Acting (diplôme de la RADA)                                     | Canada                     |                                            |  |
| Pauline Moran                  | 1972            | Acting (diplôme de la RADA)                                     | Royaume-Uni                |                                            |  |
| Andrew Morgan                  | 1964            | Acting (diplôme de la RADA)                                     | Royaume-Uni                |                                            |  |
| Terence Morgan (en)            | 1942            | Acting (diplôme de la RADA)                                     | Royaume-Uni                |                                            |  |
| Robert Morley                  | 1928            | Acting (diplôme de la RADA)                                     | Royaume-Uni                |                                            |  |
| Aubrey Morris                  | 1944            | Acting (diplôme de la RADA)                                     | Royaume-Uni                |                                            |  |
| Mary Morris                    | 1935            | Acting (diplôme de la RADA)                                     | Royaume-Uni                |                                            |  |
| David Morrissey                | 1985            | Acting (diplôme de la RADA)                                     | Royaume-Uni                |                                            |  |
| Barry Morse                    | 1936            | Acting (diplôme de la RADA)                                     | Royaume-Uni Canada         |                                            |  |
| Hayward Morse (en)             | 1967            | Acting (diplôme de la RADA)                                     | Royaume-Uni                |                                            |  |
| Melanie Morse MacQuarrie (en)  | 1967            | Acting (diplôme de la RADA)                                     | Canada                     |                                            |  |
| Caroline Mortimer              | 1960            | Acting (diplôme de la RADA)                                     | Royaume-Uni                |                                            |  |
| Wunmi Mosaku                   | 2007            | Bachelor of Arts in Acting                                      | Nigeria Royaume-Uni        |                                            |  |
| Patrick Mower (en)             | 1962            | Acting (diplôme de la RADA)                                     | Royaume-Uni                |                                            |  |
| Pete Murray                    | 1944            | Acting (diplôme de la RADA)                                     | Royaume-Uni                |                                            |  |
| Stephen Murray                 | 1933            | Acting (diplôme de la RADA)                                     | Royaume-Uni                |                                            |  |
| Bruce Myers                    | 1964            | Acting (diplôme de la RADA)                                     | Royaume-Uni                |                                            |  |
| Alan Napier                    | 1925            | Acting (diplôme de la RADA)                                     | Royaume-Uni                |                                            |  |
| Derren Nesbitt                 | 1954            | Acting (diplôme de la RADA)                                     | Royaume-Uni                |                                            |  |
| Chris New                      | 2006            | Bachelor of Arts in Acting                                      | Royaume-Uni                |                                            |  |
| Patrick Newell                 | 1954            | Acting (diplôme de la RADA)                                     | Royaume-Uni                |                                            |  |
| Nanette Newman                 | 1952            | Acting (diplôme de la RADA)                                     | Royaume-Uni                |                                            |  |
| Sue Nicholls                   | 1963            | Acting (diplôme de la RADA)                                     | Royaume-Uni                |                                            |  |
| Robert Nichols                 | 1948            | Acting (diplôme de la RADA)                                     | États-Unis                 |                                            |  |
| Gakuji Nomoto (ja)             | 2013            | Master of Arts Theatre Lab                                      | Japon                      |                                            |  |
| Carli Norris (en)              | 1997            | Acting (diplôme de la RADA)                                     | Royaume-Uni                |                                            |  |
| Dean Norris                    | 1987            | Acting (diplôme de la RADA)                                     | États-Unis                 |                                            |  |
| Rufus Norris                   | 1989            | Acting (diplôme de la RADA)                                     | Royaume-Uni                |                                            |  |
| James Norton                   | 2010            | Bachelor of Arts in Acting                                      | Royaume-Uni                |                                            |  |
| Pat Nye (en)                   | 1933            | Acting (diplôme de la RADA)                                     | Royaume-Uni                |                                            |  |
| Patrick O'Connell (en)         | 1957            | Stage Management (diplôme de la RADA)                           | Irlande                    |                                            |  |
| Joseph O'Conor (en)            | 1940            | Acting (diplôme de la RADA)                                     | Royaume-Uni Irlande        |                                            |  |
| Peter O'Toole                  | 1955            | Acting (diplôme de la RADA)                                     | Irlande Royaume-Uni        |                                            |  |
| Karol Obidniak (pl)            | 1946            | Acting (diplôme de la RADA)                                     | Pologne                    |                                            |  |
| Ian Ogilvy                     | 1968            | Acting (diplôme de la RADA)                                     | Royaume-Uni                |                                            |  |
| Fredrik Ohlsson (en)           | 1957            | Acting (diplôme de la RADA)                                     | Suède                      |                                            |  |
| Sophie Okonedo                 | 1990            | Acting (diplôme de la RADA)                                     | Royaume-Uni                |                                            |  |
| Joe Orton                      | 1953            | Acting (diplôme de la RADA)                                     | Royaume-Uni                |                                            |  |
| Rob Ostlere (en)               | 2008            | Bachelor of Arts in Acting                                      | Royaume-Uni                |                                            |  |
| Jackie Oudney                  | 1993            | Stage Management (diplôme de la RADA)                           | Royaume-Uni                |                                            |  |
| Clive Owen                     | 1986            | Acting (diplôme de la RADA)                                     | Royaume-Uni                |                                            |  |
| Lloyd Owen                     | 1987            | Acting (diplôme de la RADA)                                     | Royaume-Uni                |                                            |  |
| Reginald Owen                  | 1908            | Acting (diplôme de la RADA)                                     | Royaume-Uni                |                                            |  |
| Kathy Rose O'Brien (en)        | 2006            | Bachelor of Arts in Acting                                      | Irlande                    |                                            |  |
| Kate O'Flynn (en)              | 2006            | Bachelor of Arts in Acting                                      | Royaume-Uni                |                                            |  |
| Joanna Page                    | 1998            | Acting (diplôme de la RADA)                                     | Royaume-Uni                |                                            |  |
| Nicola Pagett (en)             | 1964            | Acting (diplôme de la RADA)                                     | Royaume-Uni                |                                            |  |
| Anna Palk (en)                 | 1961            | Acting (diplôme de la RADA)                                     | Royaume-Uni                |                                            |  |
| Robin Pappas (en)              | 1974            | Acting (diplôme de la RADA)                                     | États-Unis                 |                                            |  |
| Judy Parfitt                   | 1953            | Acting (diplôme de la RADA)                                     | Royaume-Uni                |                                            |  |
| Jamie Parker                   | 2002            | Bachelor of Arts in Acting                                      | Royaume-Uni                |                                            |  |
| Shaun Parkes                   | 1994            | Acting (diplôme de la RADA)                                     | Royaume-Uni                |                                            |  |
| Diane Parish (en)              | 1991            | Acting (diplôme de la RADA)                                     | Royaume-Uni                |                                            |  |
| Helen Patton-Plusczyk          | 1987            | Acting (diplôme de la RADA)                                     | Allemagne                  |                                            |  |
| Bruce Payne                    | 1981            | Acting (diplôme de la RADA)                                     | Royaume-Uni                |                                            |  |
| Maxine Peake                   | 1998            | Acting (diplôme de la RADA)                                     | Royaume-Uni                |                                            |  |
| Eve Pearce (en)                | 1950            | Acting (diplôme de la RADA)                                     | Royaume-Uni                |                                            |  |
| Jacqueline Pearce (en)         | 1963            | Acting (diplôme de la RADA)                                     | Royaume-Uni                |                                            |  |
| Nicholas Pennell (en)          | 1960            | Acting (diplôme de la RADA)                                     | Royaume-Uni                |                                            |  |
| Daniel Percival (en)           | 2005            | Bachelor of Arts in Acting                                      | Royaume-Uni                |                                            |  |
| Jimmy Perry (en)               | 1949            | Acting (diplôme de la RADA)                                     | Royaume-Uni                |                                            |  |
| Shauneille Perry (en)          | 1955            | Acting (diplôme de la RADA)                                     | États-Unis                 |                                            |  |
| Jon Pertwee                    | 1939            | Acting (diplôme de la RADA)                                     | Royaume-Uni                |                                            |  |
| Conrad Phillips (en)           | 1947            | Acting (diplôme de la RADA)                                     | Royaume-Uni                |                                            |  |
| Siân Phillips                  | 1956            | Acting (diplôme de la RADA)                                     | Royaume-Uni                |                                            |  |
| Rachel Pickup (en)             | 1995            | Acting (diplôme de la RADA)                                     | Royaume-Uni                |                                            |  |
| Ronald Pickup                  | 1964            | Acting (diplôme de la RADA)                                     | Royaume-Uni                |                                            |  |
| Rebecca Pidgeon                | 1986            | Acting (diplôme de la RADA)                                     | États-Unis Royaume-Uni     |                                            |  |
| David Pinner (en)              | 1960            | Acting (diplôme de la RADA)                                     | Royaume-Uni                |                                            |  |
| Harold Pinter                  | 1949            | A quitté l'école avant le diplôme (Acting (diplôme de la RADA)) | Royaume-Uni                |                                            |  |
| Nigel Pivaro (en)              | 1981            | Acting (diplôme de la RADA)                                     | Royaume-Uni                |                                            |  |
| Angela Pleasence               | 1963            | Acting (diplôme de la RADA)                                     | Royaume-Uni                |                                            |  |
| Patricia Plunkett (en)         | 1945            | Acting (diplôme de la RADA)                                     | Royaume-Uni                |                                            |  |
| Nina Polan (en)                | 1948            | Acting (diplôme de la RADA)                                     | Pologne                    |                                            |  |
| Bo Poraj                       | 1995            | Acting (diplôme de la RADA)                                     | Royaume-Uni                |                                            |  |
| Lindsay Posner (en)            | 1984            | Acting (diplôme de la RADA)                                     | Royaume-Uni                |                                            |  |
| Elizabeth Power                | 1966            | Acting (diplôme de la RADA)                                     | Royaume-Uni                |                                            |  |
| Duncan Preston (en)            | 1969            | Acting (diplôme de la RADA)                                     | Royaume-Uni                |                                            |  |
| Sarah Preston (en)             | 1994            | Acting (diplôme de la RADA)                                     | Royaume-Uni                |                                            |  |
| Bryan Pringle (en)             | 1955            | Acting (diplôme de la RADA)                                     | Royaume-Uni                |                                            |  |
| Jonathan Pryce                 | 1971            | Acting (diplôme de la RADA)                                     | Royaume-Uni                |                                            |  |
| Bruce Purchase (en)            | 1962            | Acting (diplôme de la RADA)                                     | Nouvelle-Zélande           |                                            |  |
| Koel Purie                     | 2002            | Bachelor of Arts in Acting                                      | Inde                       |                                            |  |
| Paul Pyant (en)                | 1973            | Stage Management (diplôme de la RADA)                           | Royaume-Uni                |                                            |  |
| Frederick Pyne (en)            | 1962            | Acting (diplôme de la RADA)                                     | Royaume-Uni                |                                            |  |
| John Quarmby (en)              | 1951            | Acting (diplôme de la RADA)                                     | Royaume-Uni                |                                            |  |
| Anthony Quayle                 | 1933            | Acting (diplôme de la RADA)                                     | Royaume-Uni                |                                            |  |
| Basil Radford                  | 1923            | Acting (diplôme de la RADA)                                     | Royaume-Uni                |                                            |  |
| Jessica Raine                  | 2008            | Bachelor of Arts in Acting                                      | Royaume-Uni                |                                            |  |
| Priya Rajvansh (en)            | 1958            | Acting (diplôme de la RADA)                                     | Inde                       |                                            |  |
| Louie Ramsay (en)              | 1950            | Acting (diplôme de la RADA)                                     | Royaume-Uni                |                                            |  |
| Robin Ramsay (en)              | 1957            | Acting (diplôme de la RADA)                                     | Australie                  |                                            |  |
| Robin Ray (en)                 | 1952            | Acting (diplôme de la RADA)                                     | Royaume-Uni                |                                            |  |
| Gary Raymond                   | 1955            | Acting (diplôme de la RADA)                                     | Royaume-Uni                |                                            |  |
| Ian Reddington (en)            | 1978            | Acting (diplôme de la RADA)                                     | Royaume-Uni                |                                            |  |
| Rachel Kempson                 | 1933            | Acting (diplôme de la RADA)                                     | Royaume-Uni                |                                            |  |
| Joyce Redman                   | 1936            | Acting (diplôme de la RADA)                                     | Irlande                    |                                            |  |
| Anne Reid                      | 1955            | Acting (diplôme de la RADA)                                     | Royaume-Uni                |                                            |  |
| Matthew Rhys                   | 1996            | Acting (diplôme de la RADA)                                     | Royaume-Uni                |                                            |  |
| Paul Rhys                      | 1985            | Acting (diplôme de la RADA)                                     | Royaume-Uni                |                                            |  |
| Georgina Rich (en)             | 2004            | Bachelor of Arts in Acting                                      | Royaume-Uni                |                                            |  |
| Angela Richards (en)           | 1964            | Acting (diplôme de la RADA)                                     | Royaume-Uni                |                                            |  |
| Joely Richardson               | 1985            | Acting (diplôme de la RADA)                                     | Royaume-Uni                |                                            |  |
| Alan Rickman                   | 1974            | Acting (diplôme de la RADA)                                     | Royaume-Uni                |                                            |  |
| Daniel Rigby (en)              | 2004            | Bachelor of Arts in Acting                                      | Royaume-Uni                |                                            |  |
| Terence Rigby                  | 1960            | Acting (diplôme de la RADA)                                     | Royaume-Uni                |                                            |  |
| Diana Rigg                     | 1957            | Acting (diplôme de la RADA)                                     | Royaume-Uni                |                                            |  |
| David Rintoul                  | 1971            | Acting (diplôme de la RADA)                                     | Royaume-Uni                |                                            |  |
| Andrea Riseborough             | 2005            | Bachelor of Arts in Acting                                      | Royaume-Uni                |                                            |  |
| June Ritchie (en)              | 1961            | Acting (diplôme de la RADA)                                     | Royaume-Uni                |                                            |  |
| Simon Rivers (en)              | 2007            | Bachelor of Arts in Acting                                      | Royaume-Uni                |                                            |  |
| Alexandra Roach                | 2010            | Bachelor of Arts in Acting                                      | Royaume-Uni                |                                            |  |
| Ukweli Roach (d)               | 2009            | Bachelor of Arts in Acting                                      | Royaume-Uni                |                                            |  |
| Christopher Robbie (en)        | 1960            | Acting (diplôme de la RADA)                                     | Royaume-Uni                |                                            |  |
| Amy Robbins (en)               | 1996            | Acting (diplôme de la RADA)                                     | Royaume-Uni                |                                            |  |
| Rachel Roberts                 | 1950            | Acting (diplôme de la RADA)                                     | Royaume-Uni                |                                            |  |
| Joe Robinson                   | 1948            | Acting (diplôme de la RADA)                                     | Royaume-Uni                |                                            |  |
| Flora Robson                   | 1922            | Acting (diplôme de la RADA)                                     | Royaume-Uni                |                                            |  |
| Simon Robson (en)              | 1992            | Acting (diplôme de la RADA)                                     | Royaume-Uni                |                                            |  |
| Patricia Roc                   | 1936            | Acting (diplôme de la RADA)                                     | Royaume-Uni                |                                            |  |
| Laura Rogers (en)              | 2000            | Acting (diplôme de la RADA)                                     | Royaume-Uni                |                                            |  |
| Edina Ronay (en)               | 1963            | Acting (diplôme de la RADA)                                     | Hongrie                    |                                            |  |
| Hugh Ross                      | 1968            | Acting (diplôme de la RADA)                                     | Royaume-Uni                |                                            |  |
| Joanna Roth (en)               | 1987            | Acting (diplôme de la RADA)                                     | Royaume-Uni                |                                            |  |
| Derek Royle (en)               | 1950            | Acting (diplôme de la RADA)                                     | Royaume-Uni                |                                            |  |
| Myles Rudge (en)               | 1949            | Acting (diplôme de la RADA)                                     | Royaume-Uni                |                                            |  |
| Sophie Rundle                  | 2011            | Bachelor of Arts in Acting                                      | Royaume-Uni                |                                            |  |
| David Ryall                    | 1964            | Acting (diplôme de la RADA)                                     | Royaume-Uni                |                                            |  |
| Amanda Ryan                    | 1995            | Acting (diplôme de la RADA)                                     | Royaume-Uni                |                                            |  |
| Danielle Ryan (en)             | 2006            | Bachelor of Arts in Acting                                      | Irlande                    |                                            |  |
| Juliet Rylance                 | 2002            | Bachelor of Arts in Acting                                      | Royaume-Uni                |                                            |  |
| Mark Rylance                   | 1980            | Acting (diplôme de la RADA)                                     | Royaume-Uni                |                                            |  |
| Peter Sallis                   | 1948            | Acting (diplôme de la RADA)                                     | Royaume-Uni                |                                            |  |
| Joan Sanderson (en)            | 1939            | Acting (diplôme de la RADA)                                     | Royaume-Uni                |                                            |  |
| James Saxon (en)               | 1975            | Acting (diplôme de la RADA)                                     | Royaume-Uni                |                                            |  |
| Gerdi Schjelderup (no)         | 1958            | Acting (diplôme de la RADA)                                     | Norvège                    |                                            |  |
| Elizabeth Scott                | 1936            | Acting (diplôme de la RADA)                                     | Royaume-Uni                |                                            |  |
| Margaretta Scott               | 1929            | Acting (diplôme de la RADA)                                     | Royaume-Uni                |                                            |  |
| Pippa Scott                    | 1956            | Acting (diplôme de la RADA)                                     | États-Unis                 |                                            |  |
| Shaun Scott (en)               | 1979            | Acting (diplôme de la RADA)                                     | Royaume-Uni                |                                            |  |
| Angela Scoular                 | 1966            | Acting (diplôme de la RADA)                                     | Royaume-Uni                |                                            |  |
| Graham Seed (en)               | 1971            | Acting (diplôme de la RADA)                                     | Royaume-Uni                |                                            |  |
| Tim Seely (en)                 | 1957            | Acting (diplôme de la RADA)                                     | Royaume-Uni                |                                            |  |
| Elizabeth Sellars              | 1940            | Acting (diplôme de la RADA)                                     | Royaume-Uni                |                                            |  |
| Alina Șerban (ro)              | 2012            | Master of Arts Theatre Lab                                      | Roumanie                   |                                            |  |
| John Sessions                  | 1981            | Acting (diplôme de la RADA)                                     | Royaume-Uni                |                                            |  |
| Athene Seyler                  | 1908            | Acting (diplôme de la RADA)                                     | Royaume-Uni                |                                            |  |
| Cyril Shaps                    | 1949            | Acting (diplôme de la RADA)                                     | Royaume-Uni                |                                            |  |
| Madhav Sharma (en)             | 1963            | Acting (diplôme de la RADA)                                     | Royaume-Uni                |                                            |  |
| Fiona Shaw                     | 1982            | Acting (diplôme de la RADA)                                     | Irlande                    |                                            |  |
| Sebastian Shaw                 | 1926            | Acting (diplôme de la RADA)                                     | Royaume-Uni                |                                            |  |
| Robert Shaw                    | 1948            | Acting (diplôme de la RADA)                                     | Royaume-Uni                |                                            |  |
| Michael Sheen                  | 1991            | Acting (diplôme de la RADA)                                     | Royaume-Uni                |                                            |  |
| Paul Shelley (en)              | 1966            | Acting (diplôme de la RADA)                                     | Royaume-Uni                |                                            |  |
| Joy Shelton (en)               | 1940            | Acting (diplôme de la RADA)                                     | Royaume-Uni                |                                            |  |
| R. L. Shep (en)                | 1956            | Acting (diplôme de la RADA)                                     | États-Unis                 |                                            |  |
| William Morgan Sheppard        | 1958            | Acting (diplôme de la RADA)                                     | Royaume-Uni                |                                            |  |
| Gerald Sim                     | 1945            | Acting (diplôme de la RADA)                                     | Royaume-Uni                |                                            |  |
| Michael Simkins                | 1978            | Acting (diplôme de la RADA)                                     | Royaume-Uni                |                                            |  |
| Joan Sims                      | 1950            | Acting (diplôme de la RADA)                                     | Royaume-Uni                |                                            |  |
| Guinevere Jeanne Sinclair (d)  | 1909            | Acting (diplôme de la RADA)                                     | États-Unis                 |                                            |  |
| Hugh Sinclair                  | 1922            | Acting (diplôme de la RADA)                                     | Royaume-Uni                |                                            |  |
| Valerie Singleton (en)         | 1956            | Acting (diplôme de la RADA)                                     | Royaume-Uni                |                                            |  |
| Kate Sissons                   | 2002            | Bachelor of Arts in Acting                                      | Royaume-Uni                |                                            |  |
| Daphne Slater                  | 1946            | Acting (diplôme de la RADA)                                     | Royaume-Uni                |                                            |  |
| Erika Slezak (en)              | 1966            | Acting (diplôme de la RADA)                                     | États-Unis                 |                                            |  |
| Jonathan Slinger (en)          | 1994            | Acting (diplôme de la RADA)                                     | Royaume-Uni                |                                            |  |
| Nicholas Smith (en)            | 1957            | Acting (diplôme de la RADA)                                     | Royaume-Uni                |                                            |  |
| Kyle Soller                    | 2008            | Bachelor of Arts in Acting                                      | États-Unis                 |                                            |  |
| Timothy Spall                  | 1978            | Acting (diplôme de la RADA)                                     | Royaume-Uni                |                                            |  |
| Jeany Spark                    | 2007            | Bachelor of Arts in Acting                                      | Royaume-Uni                |                                            |  |
| Peter Sproule (en)             | 1966            | Acting (diplôme de la RADA)                                     | Royaume-Uni                |                                            |  |
| Sophie Stanton (en)            | 1991            | Acting (diplôme de la RADA)                                     | Royaume-Uni                |                                            |  |
| Graham Stark                   | 1953            | Acting (diplôme de la RADA)                                     | Royaume-Uni                |                                            |  |
| Rebekah Staton (en)            | 2002            | Bachelor of Arts in Acting                                      | Royaume-Uni                |                                            |  |
| Imelda Staunton                | 1976            | Acting (diplôme de la RADA)                                     | Royaume-Uni                |                                            |  |
| John Steiner                   | 1962            | Acting (diplôme de la RADA)                                     | Royaume-Uni                |                                            |  |
| Shirley Stelfox (en)           | 1959            | Acting (diplôme de la RADA)                                     | Royaume-Uni                |                                            |  |
| Jeanette Sterke (en)           | 1953            | Acting (diplôme de la RADA)                                     | Australie                  |                                            |  |
| Sarah Stern                    | 2009            | Bachelor of Arts in Acting                                      | France                     |                                            |  |
| Joan Sterndale-Bennett (en)    | 1934            | Acting (diplôme de la RADA)                                     | Royaume-Uni                |                                            |  |
| Freddie Stevenson (en)         | 2002            | Bachelor of Arts in Acting                                      | Royaume-Uni                |                                            |  |
| Juliet Stevenson               | 1977            | Acting (diplôme de la RADA)                                     | Royaume-Uni                |                                            |  |
| Richard Stirling (en)          | 1984            | Acting (diplôme de la RADA)                                     | Royaume-Uni                |                                            |  |
| Nigel Stock                    | 1937            | Acting (diplôme de la RADA)                                     | Royaume-Uni                |                                            |  |
| Leonard Stone (en)             | 1948            | Acting (diplôme de la RADA)                                     | États-Unis                 |                                            |  |
| Sophie Leigh Stone (en)        | 2008            | Bachelor of Arts in Acting                                      | Royaume-Uni                |                                            |  |
| Christopher Strauli (en)       | 1969            | Acting (diplôme de la RADA)                                     | Royaume-Uni                |                                            |  |
| Geoffrey Streatfeild (en)      | 2000            | Acting (diplôme de la RADA)                                     | Royaume-Uni                |                                            |  |
| Mark Strickson                 | 1979            | Acting (diplôme de la RADA)                                     | Royaume-Uni                |                                            |  |
| John Stride (en)               | 1955            | Acting (diplôme de la RADA)                                     | Royaume-Uni                |                                            |  |
| Virginia Stride (en)           | 1955            | Acting (diplôme de la RADA)                                     | Royaume-Uni                |                                            |  |
| Imogen Stubbs                  | 1985            | Acting (diplôme de la RADA)                                     | Royaume-Uni                |                                            |  |
| Sara Sugarman                  | 1989            | Acting (diplôme de la RADA)                                     | Royaume-Uni                |                                            |  |
| Eleanor Summerfield            | 1940            | Acting (diplôme de la RADA)                                     | Royaume-Uni                |                                            |  |
| Dudley Sutton (en)             | 1957            | Acting (diplôme de la RADA)                                     | Royaume-Uni                |                                            |  |
| William Sylvester              | 1948            | Acting (diplôme de la RADA)                                     | États-Unis                 |                                            |  |
| Elaine Symons (en)             | 2000            | Acting (diplôme de la RADA)                                     | Irlande                    |                                            |  |
| Sylvia Syms                    | 1953            | Acting (diplôme de la RADA)                                     | Royaume-Uni                |                                            |  |
| Sydney Tafler                  | 1936            | Acting (diplôme de la RADA)                                     | Royaume-Uni                |                                            |  |
| Mary Tamm                      | 1971            | Acting (diplôme de la RADA)                                     | Royaume-Uni                |                                            |  |
| Habib Tanvir (en)              | 1955            | Acting (diplôme de la RADA)                                     | Inde                       |                                            |  |
| Liza Tarbuck (en)              | 1986            | Acting (diplôme de la RADA)                                     | Royaume-Uni                |                                            |  |
| Jim Tavaré                     | 1985            | Acting (diplôme de la RADA)                                     | Royaume-Uni                |                                            |  |
| Shaw Taylor (en)               | 1951            | Acting (diplôme de la RADA)                                     | Royaume-Uni                |                                            |  |
| Michelle Terry (en)            | 2004            | Bachelor of Arts in Acting                                      | Royaume-Uni                |                                            |  |
| Josephine Tewson (en)          | 1952            | Acting (diplôme de la RADA)                                     | Royaume-Uni                |                                            |  |
| Torin Thatcher                 | 1927            | Acting (diplôme de la RADA)                                     | Royaume-Uni                |                                            |  |
| Abigail Thaw (en)              | 1989            | Acting (diplôme de la RADA)                                     | Royaume-Uni                |                                            |  |
| John Thaw                      | 1960            | Acting (diplôme de la RADA)                                     | Royaume-Uni                |                                            |  |
| Gareth Thomas                  | 1966            | Acting (diplôme de la RADA)                                     | Royaume-Uni                |                                            |  |
| Shelley Thompson               | 1980            | Acting (diplôme de la RADA)                                     | Canada                     |                                            |  |
| Stephen Thorne (en)            | 1957            | Acting (diplôme de la RADA)                                     | Royaume-Uni                |                                            |  |
| Peggy Thorpe-Bates (en)        | 1933            | Acting (diplôme de la RADA)                                     | Royaume-Uni                |                                            |  |
| Linda Thorson                  | 1967            | Acting (diplôme de la RADA)                                     | Canada                     |                                            |  |
| Joannah Tincey (en)            | 2007            | Bachelor of Arts in Acting                                      | Royaume-Uni                |                                            |  |
| Hilary Tindall (en)            | 1958            | Acting (diplôme de la RADA)                                     | Royaume-Uni                |                                            |  |
| Kevin Trainor (en)             | 2004            | Bachelor of Arts in Acting                                      | Royaume-Uni                |                                            |  |
| Stephen Tredre (en)            | 1987            | Acting (diplôme de la RADA)                                     | Royaume-Uni                |                                            |  |
| Frederick Treves               | 1948            | Acting (diplôme de la RADA)                                     | Royaume-Uni                |                                            |  |
| Edward Tudor-Pole              | 1977            | Acting (diplôme de la RADA)                                     | Royaume-Uni                |                                            |  |
| Bridget Turner (en)            | 1959            | Acting (diplôme de la RADA)                                     | Royaume-Uni                |                                            |  |
| Kett Turton                    | 2009            | Bachelor of Arts in Acting                                      | États-Unis                 |                                            |  |
| Dorothy Tutin                  | 1949            | Acting (diplôme de la RADA)                                     | Royaume-Uni                |                                            |  |
| Robert Urquhart                | 1947            | Acting (diplôme de la RADA)                                     | Royaume-Uni                |                                            |  |
| Diana Van der Vlis (en)        | 1954            | Acting (diplôme de la RADA)                                     | États-Unis Canada          |                                            |  |
| Indira Varma                   | 1995            | Acting (diplôme de la RADA)                                     | Royaume-Uni                |                                            |  |
| Tom Vaughan-Lawlor             | 2003            | Bachelor of Arts in Acting                                      | Irlande                    |                                            |  |
| Ronan Vibert                   | 1985            | Acting (diplôme de la RADA)                                     | Royaume-Uni                |                                            |  |
| James Villiers                 | 1953            | Acting (diplôme de la RADA)                                     | Royaume-Uni                |                                            |  |
| Margaret Vines (en)            | 1927            | Acting (diplôme de la RADA)                                     | Royaume-Uni                |                                            |  |
| Tony Vogel (en)                | 1963            | Acting (diplôme de la RADA)                                     | Royaume-Uni                |                                            |  |
| Dick Vosburgh (en)             | 1952            | Acting (diplôme de la RADA)                                     | États-Unis                 |                                            |  |
| Craig Vye (en)                 | 2005            | Bachelor of Arts in Acting                                      | Royaume-Uni                |                                            |  |
| Zena Walker                    | 1951            | Acting (diplôme de la RADA)                                     | Royaume-Uni                |                                            |  |
| Shani Wallis                   | 1951            | Acting (diplôme de la RADA)                                     | États-Unis                 |                                            |  |
| Simon Ward                     | 1963            | Acting (diplôme de la RADA)                                     | Royaume-Uni                |                                            |  |
| Derek Ware (en)                | 1957            | Acting (diplôme de la RADA)                                     | Royaume-Uni                |                                            |  |
| Derek Waring (en)              | 1950            | Acting (diplôme de la RADA)                                     | Royaume-Uni                |                                            |  |
| David Warner                   | 1961            | Acting (diplôme de la RADA)                                     | Royaume-Uni                |                                            |  |
| Barry Warren (en)              | 1955            | Acting (diplôme de la RADA)                                     | Royaume-Uni                |                                            |  |
| David Warwick                  | 1971            | Acting (diplôme de la RADA)                                     | Royaume-Uni                |                                            |  |
| Jason Watkins                  | 1985            | Acting (diplôme de la RADA)                                     | Royaume-Uni                |                                            |  |
| Peter Watkins                  | 1953            | Acting (diplôme de la RADA)                                     | Royaume-Uni                |                                            |  |
| Eileen Way (en)                | 1930            | Acting (diplôme de la RADA)                                     | Royaume-Uni                |                                            |  |
| Catherine Webb                 | 2010            | Graduate Diploma in Technical Theatre and Stage Management      | Royaume-Uni                |                                            |  |
| Mark Wells                     | 2002            | Bachelor of Arts in Acting                                      | Nouvelle-Zélande           |                                            |  |
| Charles West                   | 1950            | Acting (diplôme de la RADA)                                     | Royaume-Uni                |                                            |  |
| David Westhead                 | 1987            | Acting (diplôme de la RADA)                                     | Royaume-Uni                |                                            |  |
| David Weston (en)              | 1961            | Acting (diplôme de la RADA)                                     | Royaume-Uni                |                                            |  |
| Gary Whelan (en)               | 1976            | Acting (diplôme de la RADA)                                     | Irlande                    |                                            |  |
| Ben Whishaw                    | 2003            | Bachelor of Arts in Acting                                      | Royaume-Uni                |                                            |  |
| Wilfrid Hyde-White             | 1923            | Acting (diplôme de la RADA)                                     | Royaume-Uni                |                                            |  |
| Hugh Whitemore                 | 1957            | Acting (diplôme de la RADA)                                     | Royaume-Uni                |                                            |  |
| June Whitfield                 | 1944            | Acting (diplôme de la RADA)                                     | Royaume-Uni                |                                            |  |
| John Whiting (en)              | 1937            | Acting (diplôme de la RADA)                                     | Royaume-Uni                |                                            |  |
| Nigel Whitmey (en)             | 1989            | Acting (diplôme de la RADA)                                     | Royaume-Uni                |                                            |  |
| Benjamin Whitrow               | 1959            | Acting (diplôme de la RADA)                                     | Royaume-Uni                |                                            |  |
| Sharlene Whyte (en)            | 1999            | Acting (diplôme de la RADA)                                     | Royaume-Uni                |                                            |  |
| Sverre Wilberg (en)            | 1955            | Acting (diplôme de la RADA)                                     | Norvège                    |                                            |  |
| James Wilby                    | 1983            | Acting (diplôme de la RADA)                                     | Royaume-Uni                |                                            |  |
| Brian Wilde (en)               | 1947            | Acting (diplôme de la RADA)                                     | Royaume-Uni                |                                            |  |
| Robert Wilfort                 | 1998            | Acting (diplôme de la RADA)                                     | Royaume-Uni                |                                            |  |
| Jeremy Wilkin (en)             | 1950            | Acting (diplôme de la RADA)                                     | Royaume-Uni                |                                            |  |
| Matt Wilkinson (en)            | 1995            | Acting (diplôme de la RADA)                                     | Royaume-Uni                |                                            |  |
| Tom Wilkinson                  | 1973            | Acting (diplôme de la RADA)                                     | Royaume-Uni                |                                            |  |
| Clare Wille (en)               | 1997            | Acting (diplôme de la RADA)                                     | Royaume-Uni                |                                            |  |
| Hugh Williams                  | 1922            | Acting (diplôme de la RADA)                                     | Royaume-Uni                |                                            |  |
| Michael Williams (en)          | 1959            | Acting (diplôme de la RADA)                                     | Royaume-Uni                |                                            |  |
| Anneke Wills                   | 1959            | Acting (diplôme de la RADA)                                     | Royaume-Uni                |                                            |  |
| Douglas Wilmer                 | 1942            | Acting (diplôme de la RADA)                                     | Royaume-Uni                |                                            |  |
| Julie Wilson (en)              | 1954            | Acting (diplôme de la RADA)                                     | États-Unis                 |                                            |  |
| Lydia Wilson                   | 2009            | Bachelor of Arts in Acting                                      | Royaume-Uni                |                                            |  |
| Richard Wilson                 | 1965            | Acting (diplôme de la RADA)                                     | Royaume-Uni                |                                            |  |
| Stuart Wilson                  | 1969            | Acting (diplôme de la RADA)                                     | Royaume-Uni                |                                            |  |
| Susie Wokoma                   | 2010            | Bachelor of Arts in Acting                                      | Royaume-Uni                |                                            |  |
| Mark Womack (en)               | 1986            | Acting (diplôme de la RADA)                                     | Royaume-Uni                |                                            |  |
| Nicholas Woodeson              | 1974            | Acting (diplôme de la RADA)                                     | Royaume-Uni                |                                            |  |
| Albie Woodington (de)          | 1979            | Acting (diplôme de la RADA)                                     | Royaume-Uni                |                                            |  |
| Aubrey Woods (en)              | 1946            | Acting (diplôme de la RADA)                                     | Royaume-Uni                |                                            |  |
| John Woodvine (en)             | 1953            | Acting (diplôme de la RADA)                                     | Royaume-Uni                |                                            |  |
| Peter Woodward (en)            | 1975            | Acting (diplôme de la RADA)                                     | Royaume-Uni                |                                            |  |
| Sarah Woodward (en)            | 1983            | Acting (diplôme de la RADA)                                     | Royaume-Uni                |                                            |  |
| Fenella Woolgar                | 1999            | Acting (diplôme de la RADA)                                     | Royaume-Uni                |                                            |  |
| Jonathan Wrather (en)          | 1992            | Acting (diplôme de la RADA)                                     | Royaume-Uni                |                                            |  |
| Ben Wright                     | 1933            | Acting (diplôme de la RADA)                                     | Royaume-Uni                |                                            |  |
| Tim Wylton                     | 1960            | Acting (diplôme de la RADA)                                     | Royaume-Uni                |                                            |  |
| Alex Wyndham                   | 2005            | Bachelor of Arts in Acting                                      | Royaume-Uni                |                                            |  |
| Stephen Yardley (en)           | 1963            | Acting (diplôme de la RADA)                                     | Royaume-Uni                |                                            |  |
| Peter Yates                    | 1952            | Acting (diplôme de la RADA)                                     | Royaume-Uni                |                                            |  |
| Victoria Yeates                | 2006            | Bachelor of Arts in Acting                                      | Royaume-Uni                |                                            |  |
| Owain Yeoman                   | 2003            | Bachelor of Arts in Acting                                      | Royaume-Uni                |                                            |  |
| Susannah York                  | 1958            | Acting (diplôme de la RADA)                                     | Royaume-Uni                |                                            |  |
| Ric Young                      | 1961            | Acting (diplôme de la RADA)                                     | États-Unis                 |                                            |  |
| China Zorrilla                 | 1947            | Acting (diplôme de la RADA)                                     | Uruguay                    |                                            |  |